# Conquête du Guatemala

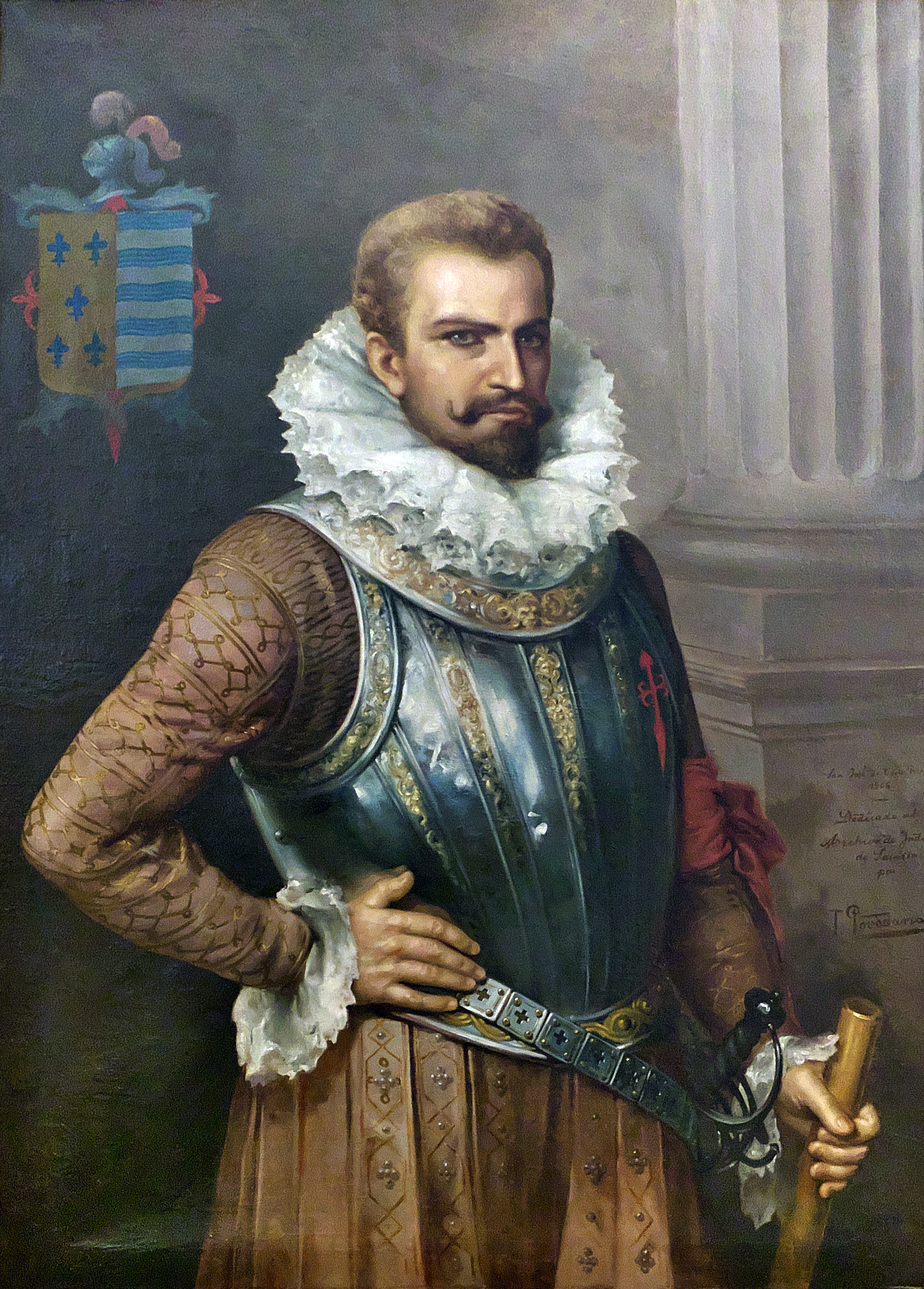
Le conquistador Pedro de Alvarado mena les premières expéditions espagnoles au Guatemala.

La conquête du Guatemala fut un épisode de la colonisation espagnole des Amériques dans les territoires dans l'actuel Guatemala en Amérique centrale. Avant la conquête, la région était contrôlée par des cités-États mésoaméricaines, principalement mayas. De nombreux conquistadors considéraient les Mayas comme des « infidèles » qui devaient être pacifiés et convertis de force sans égards pour les réalisations de leur civilisation. Le premier contact entre les Mayas et les explorateurs européens eut lieu en 1511 lorsqu'un navire espagnol reliant Panama à Saint-Domingue s'échoua sur la côte orientale de la péninsule du Yucatán. Cet incident fut suivi par plusieurs expéditions espagnoles qui débarquèrent sur la côte du Yucatán en 1517 et 1519. La conquête espagnole des Mayas fut longue et âpre et les royaumes mayas résistèrent à l'intégration au sein de l'Empire espagnol durant près de deux siècles.
Pedro de Alvarado arriva au Guatemala depuis le Mexique récemment conquis au début de l'année 1524 à la tête d'une armée composée de conquistadors espagnols et d'alliés indigènes en majorité originaires de Tlaxcala et de Cholula. Des villes dans tout le Guatémala portent des noms Nahuatl du fait de l'influence de ces alliés mexicains qui servaient d'interprètes pour les Espagnols. Malgré leur alliance initiale avec les Espagnols, les Kaqchikels se révoltèrent contre les exigences espagnoles et ne furent pas vaincus avant 1530. Dans le même temps, les autres principaux royaumes aztèques des hautes-terres furent battus par les Espagnols, leurs alliés mexicains et par les royaumes mayas vaincus du Guatemala. Les Itzás et les autres groupes des basses-terres du bassin du Petén entrèrent en contact avec Hernán Cortés en 1525 mais restèrent indépendants et hostiles à la colonisation espagnole jusqu'en 1697 lorsqu'une offensive espagnole mit fin à l'existence du dernier royaume maya indépendant.
Les technologies et les tactiques espagnoles et mésoaméricaines étaient très différentes. Les Espagnols considéraient le fait de faire des prisonniers comme une entrave à une victoire totale alors que les Mayas mettaient l'accent sur les prisonniers et le butin. Les Amérindiens ne disposaient pas des éléments clés de la supériorité technologique de l'ancien monde comme les chevaux, l'acier et la poudre à canon ; ils étaient également très vulnérables aux maladies importées contre lesquelles ils n'avaient aucune défense. Les Mayas privilégiaient les raids et les embuscades aux batailles rangées et ils utilisaient des lances, des flèches et des épées en bois avec un tranchant en obsidienne ; les Xincas de la plaine côtière du sud appliquaient du poison sur leurs flèches. En réponse à l'usage de la cavalerie espagnole, les Mayas des hautes-terres creusaient des fossés équipés de rangées de pieux en bois.

## Sources historiques

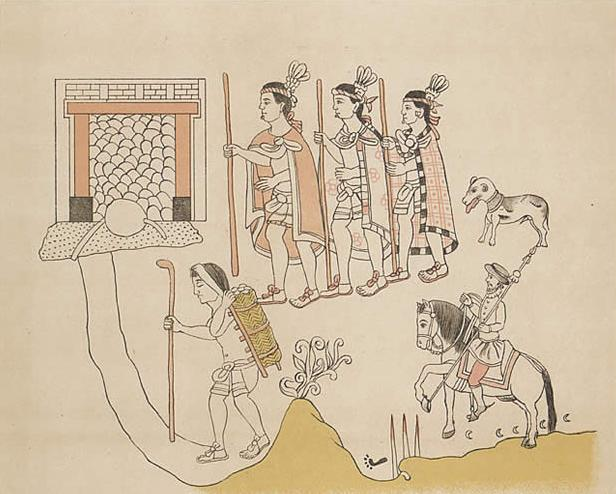
Une page du Lienzo de Tlaxcala montrant un conquistador espagnol accompagné d'alliés tlaxcaltèques et d'un porteur indigène.

Les sources relatant la conquête espagnole du Guatemala incluent les documents rédigés par les Espagnols comme deux des quatre lettres envoyées par le conquistador Pedro de Alvarado à Hernán Cortés en 1524 dans lesquelles il décrivit la première campagne pour subjuguer les hautes-terres guatémaltèques. Ces lettres furent envoyées à Tenochtitlan et étaient adressées à Cortés mais avec une audience royale à l'esprit ; deux de ces lettres sont aujourd'hui perdues. Gonzalo de Alvarado y Chávez (en) était le cousin de Pedro de Alvarado ; il l'accompagna durant sa première campagne au Guatemala en 1525 et il devint le chef de la police de Santiago de los Caballeros de Guatemala, la capitale coloniale espagnole du Guatemala récemment fondée. Gonzalo écrivit un compte-rendu globalement cohérent avec celui de Pedro de Alvarado. Jorge de Alvarado, un autre frère de Pedro de Alvarado, rédigea un rapport destiné au roi d'Espagne dans lequel il avançait que c'était sa propre campagne en 1527-1529 qui créa la colonie espagnole. Bernal Díaz del Castillo rédigea un long compte-rendu de la conquête du Mexique et des régions alentour dans la Historia verdadera de la conquista de la Nueva España (« Histoire véridique de la conquête de la Nouvelle-Espagne ») ; son rapport de la conquête du Guatemala est similaire à ceux des frères Alvarado. Il fut néanmoins rédigé vers 1568, près de 40 ans après les événements. Hernán Cortés décrivit son expédition au Honduras dans la cinquième de ses Cartas de Relación dans lesquelles il détaille sa traversé de l'actuel département du Petén du Guatemala. Le dominicain Bartolomé de las Casas écrivit un compte-rendu très critique de la conquête espagnole des Amérique qui inclut des rapports d'incidents au Guatemala. La Brevísima relación de la destrucción de las Indias (« Très bref rapport de la destruction des Indes ») fut publiée pour la première fois à Séville en 1552.
Les alliés tlaxcaltèques des Espagnols qui les accompagnèrent dans leur invasion du Guatemala rédigèrent leurs propres rapports sur la conquête dont une lettre destinée au roi d'Espagne protestant contre les mauvais traitements dont ils furent victimes après la fin de la campagne. D'autres témoignages sont sous la forme de questionnaires présentés devant les autorités coloniales pour protester et demander un dédommagement. Deux rapports imagés peints selon la tradition iconographique amérindienne nous sont parvenus : le Lienzo de Quauhquechollan, probablement peint à Ciudad Vieja dans les années 1530 et le Lienzo de Tlaxcala peint à Tlaxcala.
De nombreux documents mésoaméricains donnent également le point de vue des vaincus comme les Annales des Kaqchikels qui comportent la chronique Xajil décrivant l'histoire des Kaqchikel depuis leurs origines mythiques jusqu'à la conquête espagnole et se termine en 1619. Une lettre écrite en 1571 par la noblesse de Santiago Atitlán des Tz'utujils et adressée au roi d'Espagne détaille l'asservissement des peuples vaincus.
Francisco Antonio de Fuentes y Guzmán était un historien guatémaltèque d'origine espagnole qui écrivit La Recordación Florida également appelée Historia de Guatemala (Histoire du Guatemala). Le livre fut écrit en 1690 et est considéré comme l'un des plus importants ouvrages sur l'histoire du Guatemala ; il s'agit également du premier livre de ce type à avoir été rédigé par un auteur créole. Les fouilles archéologiques tendent à confirmer les estimations de la taille de la population indigène et des armées données par Fuentes y Guzmán.

## Contexte
Christophe Colomb découvrit le Nouveau Monde au nom du royaume de Castille en 1492. Des explorateurs privés signèrent ensuite des accords avec la couronne espagnole pour conquérir ces nouveaux territoires en échange de l'autorité pour les gouverner et d'une part des taxes. Dans les premières décennies qui suivirent la découverte de ces nouveaux territoires, les Espagnols colonisèrent les Caraïbes et établirent une base pour de nouvelles opérations sur l'île de Cuba. Ils entendirent des rumeurs sur le riche empire des Aztèques sur le continent à l'ouest et en 1519, Hernan Cortés quitta Cuba avec onze navires pour explorer la côte mexicaine. Un seul soldat arrivant au Mexique en 1520 souffrait de la variole et les terribles épidémies qui en découlèrent décimèrent une grande partie des populations amérindiennes. En août 1521, la capitale aztèque de Tenochtitlan était tombée entre les mains des Espagnols et dans les trois années qui suivirent, ces derniers conquirent une grande partie du Mexique jusqu'à l'isthme de Tehuantepec au sud. Ces territoires conquis formèrent la Nouvelle-Espagne, gouvernée par un vice-roi responsable devant le roi d'Espagne par l'intermédiaire du Conseil des Indes. Hernán Cortés reçut des rapports concernant des terres riches et peuplées au sud et il chargea Pedro de Alvarado d'explorer la région.

## Le Guatemala avant la conquête

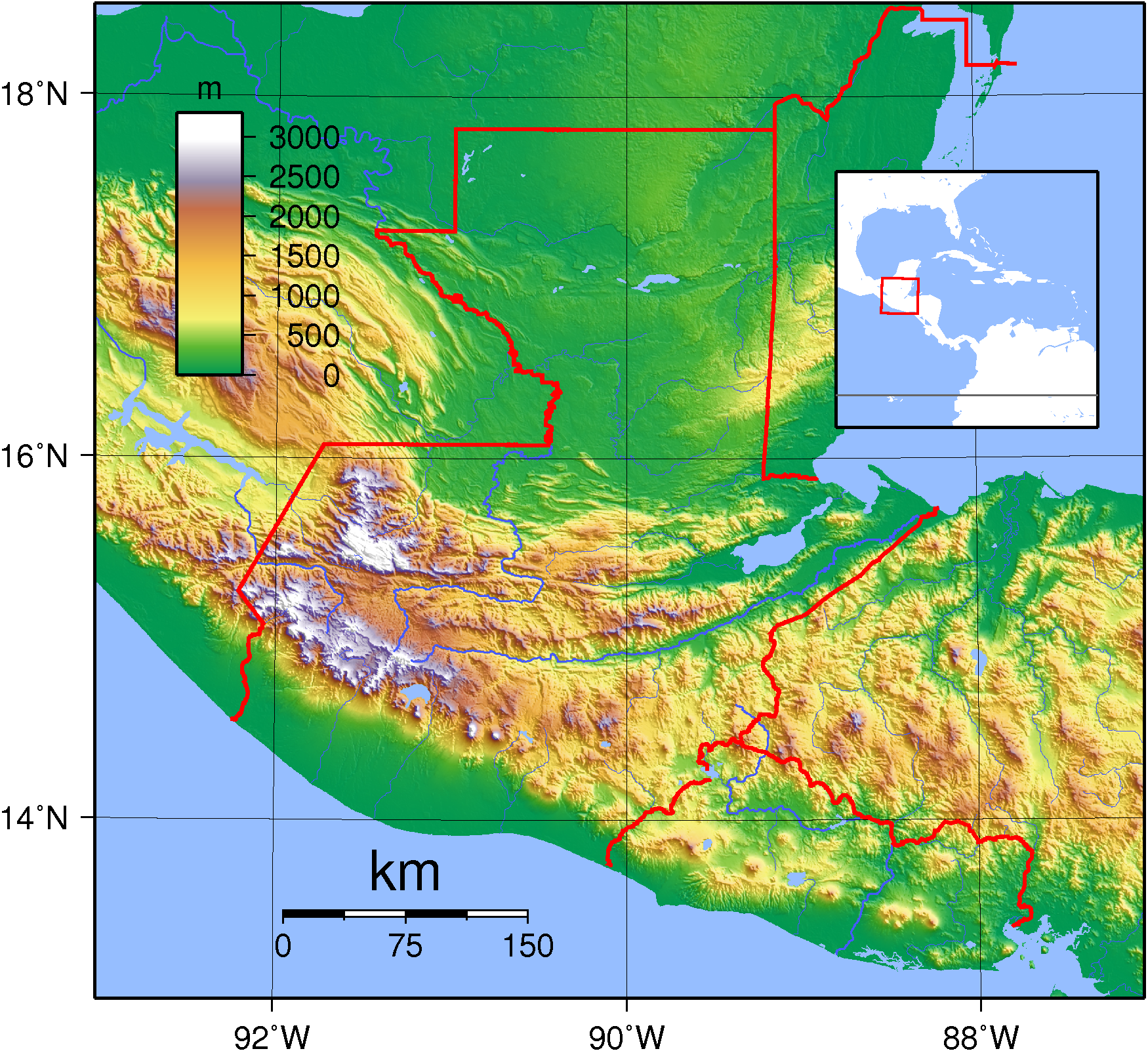
Carte topographique du Guatemala montrant les trois grandes zones géographiques : les basses-terres du Pacifique au sud, les hautes-terres et la plaine du Petén au nord.

Au début du XVIe siècle, le territoire de l'actuel Guatemala était divisé en de nombreuses entités étatiques continuellement en guerre contre leurs voisines. Les groupes les plus importantes étaient les Quichés, les Kaqchikels, les Tz'utujils, les Chajomas, les Mams, les Poqomams et les Pipils. Ces peuples étaient tous des Mayas à l'exception des Pipils qui étaient un groupe Nahua rattaché aux Aztèques ; les Pipils possédaient plusieurs petites cité-états le long de plaine littorale du Pacifique au sud du Guatemala et du Salvador. La capitale des Pipils du Guatemala se trouvait à Itzcuintepec. Les Xincas étaient un autre groupe non-maya occupant la zone sud-est de la côte Pacifique,. Les Mayas n'ont jamais été unifiés dans un unique empire mais au moment de l'arrivée des Européens, la civilisation maya avait déjà plusieurs milliers d'années d'existence.
À la veille de la conquête, les hautes-terres du Guatemala étaient dominées par plusieurs puissants états mayas. Dans les siècles qui précédèrent l'arrivée des Espagnols, les Quichés s'étaient taillés un empire couvrant une large part des hautes-terres à l'ouest de la plaine côtière Pacifique. Néanmoins, les Kaqchikels se révoltèrent à la fin du XVe siècle contre leurs anciens alliés quichés et fondèrent un nouveau royaume au sud-est avec Iximché comme capitale. Avant l'arrivée des Espagnols, le royaume Kaqchikel avait largement réduit la domination du royaume quiché. Les hautes-terres accueillaient également d'autres groupes comme les Tz'utujils autour du lac Atitlán, les Mams dans les hautes-terres de l'ouest et les Poqomams à l'est.
Le royaume des Itzas était l'entité politique dominante dans les basses-terres de Petén du nord du Guatemala centré autour de sa capitale, Nojpetén, situé sur une île du lac Petén Itzá. Les Ko'wojs avaient fondé un royaume hostile à celui des Itzas au sud-est autour des lacs Salpetén, Macanché, Yaxhá et Sacnab,. Les autres groupes sont moins connus et leur répartition et forme de gouvernement est obscure ; parmi ceux-ci se trouvaient les Chinamitas, les Kejaches, les Icaiches, les Lacandons, les Mopans, les Manches et les Yalains,. Les Kejaches occupaient les régions au nord du lac en direction de Campeche tandis que les Mopans et les Chinamitas se trouvaient dans le sud-est du Petén. Le territoire manche se situait au sud-ouest de celui des Mopans. Les Yalains avaient un territoire immédiatement à l'est du lac Petén Itzá.

### Armes et tactiques amérindiennes
La guerre chez les Mayas se concentrait plus sur la capture de prisonniers et de butin que sur la destruction de l'adversaire. Les Espagnols écrivirent que l'armement des Mayas Petén était composé d'arcs, de lances à pointe de pierre et d'épées à deux mains réalisées à partir de bois dur avec un tranchant en obsidienne similaire au macuahuitl aztèque. Pedro de Alvarado décrivit comment les Xincas de la côte Pacifique attaquèrent les Espagnols avec des lances, des pieux et des flèches empoissonnées. Les guerriers mayas portaient des armures en coton matelassé qui avaient été trempées dans de l'eau salée pour les durcir ; le résultat était comparable aux armure d'acier portées par les Espagnols. Historiquement, les Mayas privilégiaient les embuscades et les raids et leur usage contre les Espagnols se révéla difficile à contrer par les Européens. En réponse à l'emploi de la cavalerie, les Mayas des hautes-terres creusèrent des fossés sur les routes avec des pieux disposés dans le fond. Ceux-ci étaient dissimulés par la végétation et selon les Kaqchikels, ils permirent de tuer de nombreux chevaux.

## Conquistadors

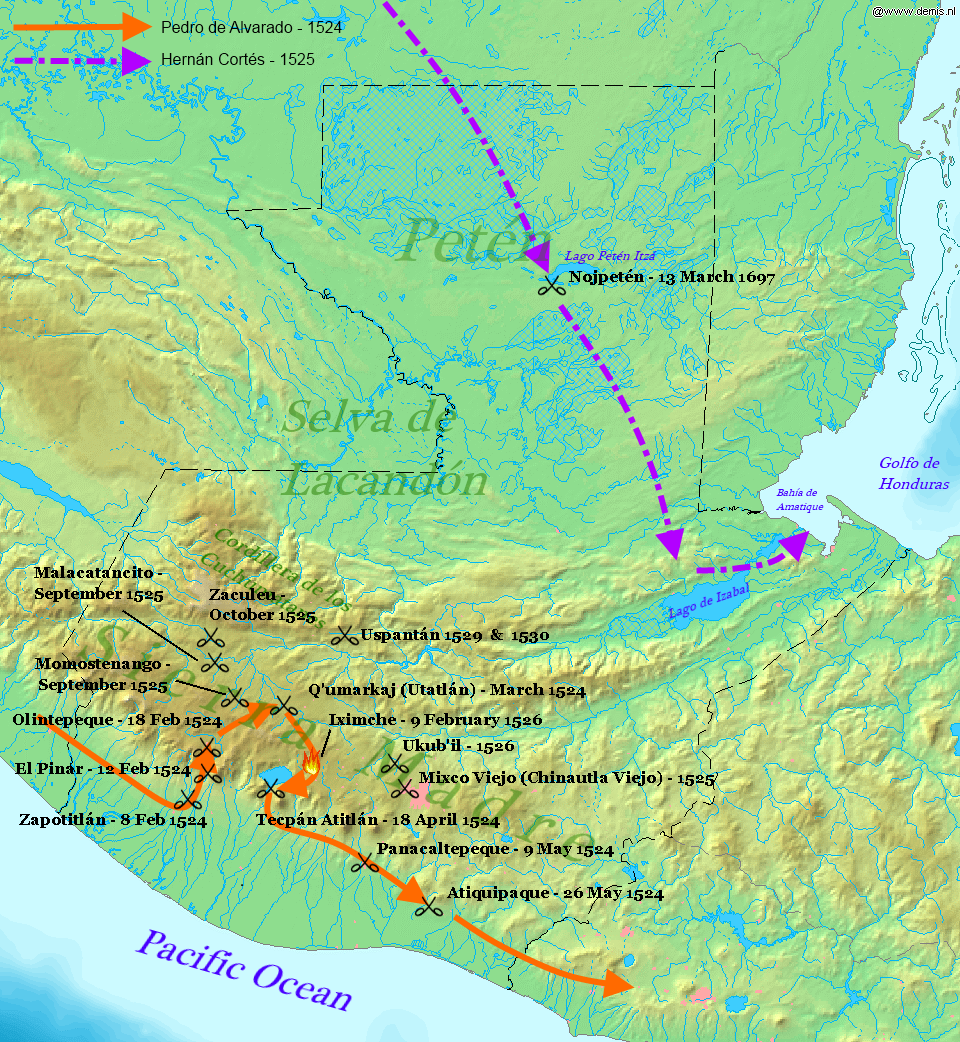
Carte des principales batailles de la conquête du Guatemala.

Les conquistadors étaient tous des soldats volontaires et la majorité était payée en pourcentage du butin sous la forme de métaux précieux, de titres fonciers et d'esclaves indigènes. La plupart des Espagnols étaient des vétérans des guerres européennes. Les premières incursion au Guatemala furent menées par Pedro de Alvarado qui gagna le titre militaire d'Adelantado en 1527, ; il était responsable devant la monarchie espagnole par l'intermédiaire d'Hernán Cortés au Mexique. Parmi les premiers conquistadors se trouvaient également les frères de Pedro de Alvarado : Gómez de Alvarado, Jorge de Alvarado et Gonzalo de Alvarado y Contreras ; et ses cousins Gonzalo de Alvarado y Chávez, Hernando de Alvarado et Diego de Alvarado. Pedro de Portocarrero était un noble qui rejoignit la première expédition. Bernal Díaz del Castillo était un membre de la basse noblesse qui accompagna Cortés lors de sa traversée des basses-terres du nord et Pedro de Alvarado durant son invasion des hautes-terres,,.

### Armes et tactiques espagnoles
L'armement et les tactiques espagnoles étaient très différentes de celles des peuples indigènes du Guatemala. Les Espagnols disposaient d'arbalètes, d'armes à feu (dont des mousquets et des canons), de chiens et de chevaux de guerre. Chez les Amérindiens, la capture de prisonniers était la priorité tandis que les Espagnols considéraient cela comme une entrave à une victoire complète. Les habitants du Guatemala ne disposaient pas des éléments clés de la technologie de l'ancien monde comme l'emploi de l'acier et de la roue. L'utilisation d'épées en acier était peut-être le plus important avantage technologique détenu par les Espagnols même si le déploiement de la cavalerie permit parfois de mettre en déroute les armées indigènes. Les Espagnols furent particulièrement impressionnés par les armures en coton matelassé des Mayas et ils commencèrent à les adopter en remplacement de leurs armures en acier.
Au Guatemala, les Espagnols recrutèrent de nombreux soldats parmi les peuples alliés ; initialement il s'agissait de Nahuas du Mexique que des Mayas rejoignirent ultérieurement. On estime que pour chaque Espagnol sur le terrain, il y avait au moins dix auxiliaires amérindiens. Ce nombre pouvait parfois atteindre 30 indigènes pour un Espagnol et la participation de ces alliés mésoaméricains se révéla décisive.
Pour pacifier les territoires conquis, les Espagnols regroupaient les populations locales dans des villes coloniales appelées reducciones ou congregaciones. En réponse, les amérindiens se replièrent dans les régions montagneuses et forestières inaccessibles.

## Impact des épidémies
Parmi les maladies accidentellement introduites par les Espagnols figuraient la variole, la rougeole et la grippe. Associées au typhus et à la fièvre jaune, ces maladies eurent un impact considérable sur les populations mayas. Les peuples du nouveau monde n'avaient aucune défense immunitaire contre elles et on estime que près de 90 % des populations amérindiennes furent éliminées dans le siècle qui suivit le contact avec les Européens.
En 1519 et 1520, avant l'arrivée des Espagnols dans la région, une série d'épidémies ravagea le sud du Guatemala. Alors que les Espagnols étaient occupés par la destruction de l'Empire aztèque, une terrible épidémie frapa Iximche, la capitale des Kaqchikels et Q'umarkaj, la capitale des Quichés a peut-être également été touchée par la même épidémie. Il est possible que la même combinaison de variole et de maladies pulmonaires ait traversé l'ensemble des hautes-terres du Guatemala. Les connaissances modernes sur l'impact de ces maladies sur des populations immunitairement vierges suggèrent que 33 à 50 % de la population des hautes-terres a péri. Les niveaux de population dans ces régions ne retrouvèrent leurs niveaux d'avant la conquête qu'au milieu du XXe siècle. En 1666, une épidémie de typhus murin frappa l'actuel département de Huehuetenango. Au moment de la chute de Nojpetén en 1697, on estime qu'environ 60 000 Mayas vivaient autour du lac Petén Itzá dont de nombreux réfugiés. Selon les estimations, 88 % d'entre eux périrent dans les dix premières années de domination espagnole du fait d'une combinaison de maladies et de guerres.

## Chronologie de la conquête
| Date                | Événement | Département moderne (ou état mexicain)                              |
| ------------------- | --- | ------------------------------------------------------------------- |
| 1521                | Conquête de Tenochtitlan                                                                                            | Mexico                                                              |
| 1522                | Les alliés des Espagnols explorent Soconusco et reçoivent des délégations quichés et Kaqchikels                     | Chiapas, Mexique                                                    |
| 1523                | Pedro de Alvarado arrive à Soconusco                                                                                | Chiapas, Mexico                                                     |
| Février - Mars 1524 | Défaite des Quichés face aux Espagnols                                                                              | Retalhuleu, Suchitepéquez, Quetzaltenango, Totonicapán et El Quiché |
| 8 février 1524      | Bataille de Zapotitlán, Victoire espagnole sur les Quichés                                                          | Suchitepéquez                                                       |
| 12 février 1524     | Première bataille de Quetzaltenango : mort du roi quiché, Tecun Uman                                                | Quetzaltenango                                                      |
| 18 février 1524     | Seconde bataille de Quetzaltenango                                                                                  | Quetzaltenango                                                      |
| Mars 1524           | Les Espagnols de Pedro de Alvarado rasent Q'umarkaj la capitale quiché                                              | El Quiché                                                           |
| 14 avril 1524       | Les Espagnols entrent dans Iximché et s'allient avec les Kaqchikel                                                  | Chimaltenango                                                       |
| 18 avril 1524       | Défaite des Tz'utujils face aux Espagnols sur les rives du lac Atitlán                                              | Sololá                                                              |
| 9 mai 1524          | Pedro de Alvarado bat Pipil de Panacal ou Panacaltepeque près de Izcuintepeque                                      | Escuintla                                                           |
| 26 mai 1524         | Pedro de Alvarado bat Xinca de Atiquipaque                                                                          | Santa Rosa                                                          |
| 27 juillet 1524     | Iximché devient la première capitale coloniale du Guatemala                                                         | Chimaltenango                                                       |
| 28 aout 1524        | Les Kaqchikels abandonnent Iximche et rompent leur alliance                                                         | Chimaltenango                                                       |
| 7 septembre 1524    | Les Espagnols déclarent la guerre aux Kaqchikels                                                                    | Chimaltenango                                                       |
| 1525                | La capitale poqomam est prise par Pedro de Alvarado                                                                 | Guatemala                                                           |
| 13 mars 1525        | Hernán Cortés arrive au lac Petén Itzá                                                                              | Petén                                                               |
| Octobre 1525        | Zaculeu, la capitale des Mam, se rend à Gonzalo de Alvarado y Contreras après un siège prolongé                     | Huehuetenango                                                       |
| 1526                | Les Chajomas se révoltent contre les Espagnols                                                                      | Guatemala                                                           |
| 1526                | Les Espagnols s'emparent de Chiquimula                                                                              | Chiquimula                                                          |
| 9 février 1526      | Destruction d'Iximché par des déserteurs espagnols                                                                  | Chimaltenango                                                       |
| 1527                | Les Espagnols abandonnent leur capitale à Tecpán Guatemala                                                          | Chimaltenango                                                       |
| 1529                | San Mateo Ixtatán est donnée en encomienda à Gonzalo de Ovalle                                                      | Huehuetengo                                                         |
| Septembre 1529      | Défaite espagnole à Uspantán                                                                                        | El Quiché                                                           |
| Avril 1530          | Écrasement de la révolte de Chiquimula                                                                              | Chiquimula                                                          |
| 9 mai 1530          | Les Kaqchikels se rendent aux Espagnols                                                                             | Sacatepéquez                                                        |
| Décembre 1530       | Ixil et Uspantek se rendent aux Espagnols                                                                           | El Quiché                                                           |
| 1543                | Fondation de Cobán                                                                                                  | Alta Verapaz                                                        |
| 1549                | Premières réductions des Chujs et des Q'anjob'als                                                                   | Huehuetenango                                                       |
| 1555                | Les Mayas des basses-terres tuent Francisco de Vico                                                                 | Alta Verapaz                                                        |
| 1560                | Réductions des Topiltepeques et des Lacandon Ch'ols                                                                 | Alta Verapaz                                                        |
| 1618                | Arrivée de missionnaires franciscains à Nojpetén, capitale des Itzás                                                | Petén                                                               |
| 1619                | Arrivée de nouveaux missionnaires à Nojpetén                                                                        | Petén                                                               |
| 1684                | Reductions de San Mateo Ixtatán et de Santa Eulalia                                                                 | Huehuetenango                                                       |
| 29 janvier 1686     | Melchor Rodríguez Mazariegos quitte Huehuetenango et mène une expédition contre les Lacandóns                       | Huehuetenango                                                       |
| 1695                | Le franciscain Andrés de Avendaño tente de convertir les Itzás                                                      | Petén                                                               |
| 28 février 1695     | Des expéditions espagnoles quittent simultanément Cobán, San Mateo Ixtatán et Ocosingo pour affronter les Lacandóns | Alta Verapaz, Huehuetenango and Chiapas                             |
| 1696                | Andrés de Avendaño obligé de fuir Nojpetén                                                                          | Petén                                                               |
| 13 mars 1697        | Nojpetén est prise par les Espagnols après un siège prolongé                                                        | Petén                                                               |

## Conquête des hautes-terres

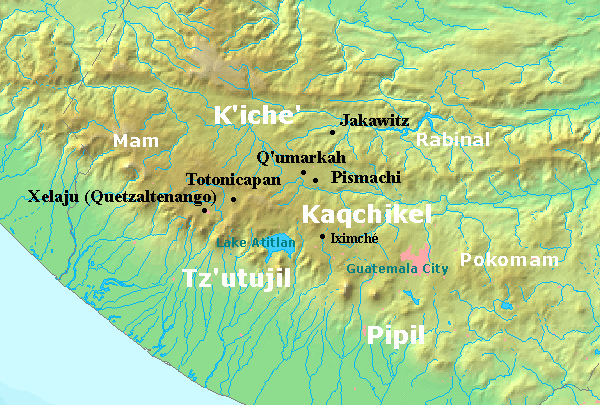
Carte des hautes-terres du Guatemala à la veille de la conquête espagnole.

À la différence du Mexique dominé par un seul empire, les hautes-terres étaient divisées en de nombreux États indépendants. Après la prise de la capitale aztèque par les Espagnols en 1521, les Kaqchikels d'Iximché envoyèrent des émissaires à Cortès pour proclamer leur allégeance au nouveau pouvoir au Mexique et les Quichés de Q'umarkaj ont peut-être également envoyé une délégation. En 1522, Cortès envoya des alliés mexicains pour explorer la région de Soconusco dans les basses-terres du Chiapas où ils rencontrèrent de nouvelles délégations d'Iximché et de Q'umarkaj à Tuxpán, ; ainsi deux des plus puissants royaumes mayas déclarèrent leur loyauté envers le roi d'Espagne. Les alliés de Cortés à Soconusco l'informèrent cependant rapidement que les Quichés et les Kaqchikels n'étaient pas loyaux et harcelaient les alliés de l'Espagne dans la région. Cortès décida de détacher Pedro de Alvarado avec 180 cavaliers, 300 fantassins, 4 canons, de grandes quantités de poudre à canon et d'armement et des centaines d'alliés mexicains depuis Tlaxcala et Cholula, ; ils arrivèrent à Soconusco en 1523. Pedro de Alvarado s'était fait connaître pour le massacre des nobles aztèques à Tenochtitlan et, selon Bartolomé de las Casas, il commit de nouvelles atrocités lors de la conquête des royaumes mayas du Guatemala. Certains groupes comme les Tz'utijils et les Quichés restèrent loyaux aux Espagnols et fournirent des troupes pour la conquête. D'autres se rebellèrent et en 1526, une grande partie des hautes-terres s'était soulevée.

### Conquête des Quichés
« ... Nous avons attendu jusqu'à ce qu'ils soient suffisamment près pour nous tirer dessus avec leurs arcs puis nous les avons fracassés. Comme ils n'avaient jamais vu de chevaux, ils ont paniqué et nous avons bien progressé... et beaucoup d'entre eux sont morts. »

— Pedro de Alvarado décrivant l'approche de Quetzaltenango dans sa troisième lettre à Hernán Cortés.
Pedro de Alvarado et son armée longèrent la côte Pacifique sans rencontrer d'opposition jusqu'à la rivière Samalá dans l'ouest du Guatemala. Cette région appartenait au royaume quiché et une armée quichée tenta sans succès d'empêcher les Espagnols de traverser la rivière. Une fois de l'autre côté, les conquistadors mirent à sac les villages alentour pour terroriser les Quichés. Le 8 février 1824, l'armée d'Alvarado livra bataille à Xetulul (actuel San Francisco Zapotitlán). Malgré de nombreux blessés du fait des archers quichés, les Espagnols et leurs alliés ravagèrent la ville et installèrent leur camp sur la place du marché,. Alvarado poursuivit sa progression vers l'amont de la rivière dans les montagnes de la Sierra Madre en direction du cœur du territoire quiché. Le 12 février, les alliés mexicains de Alvarado furent pris en embuscade et repoussés alors qu'ils franchissaient le col donnant sur la vallée fertile de Quetzaltenango. Les Quichés n'avaient cependant jamais vu de chevaux et la charge de la cavalerie espagnole les mit en déroute. Pedro de Alvarado arriva à Quetzaltenango mais la ville avait été abandonnée,. Le prince quiché Tecún Umán serait mort durant cette bataille près de Olintepeque,. Les documents espagnols avancent qu'il fut tué lors de la bataille de El Pinar et les traditions locales placent le lieu de sa mort dans les Llanos de Urbina (plaines d'Urbina) sur le chemin de Quetzaltenango près de l'actuel village de Cantel. Pedro de Alvarado, dans sa troisième lettre à Hernán Cortés, décrivit la mort de l'un des quatre souverains des Q'umarkaj à l'approche de Quetzaltenango. La lettre est datée du 11 avril 1524 et fut rédigée durant son séjour à Q'umarkaj. Le 18 février 1524, une armée quichée affronta l'armée espagnole dans la vallée de Quetzaltenango et fut sévèrement battue. Les pertes quichée furent si importantes qu'Olintepeque fut surnommée Xequiquel, signifiant "baignant dans le sang". L'affrontement épuisa militairement les Quichés qui demandèrent la paix et offrirent un tribut. Ils invitèrent Pedro de Alvarado à leur capitale Q'umarkaj, appelée Tecpan Utatlan par les alliés des Espagnols parlant le Nahuatl. Alvarado accueillit l'offre avec méfiance mais il accepta et se mit en marche vers Q'umarkaj avec son armée.

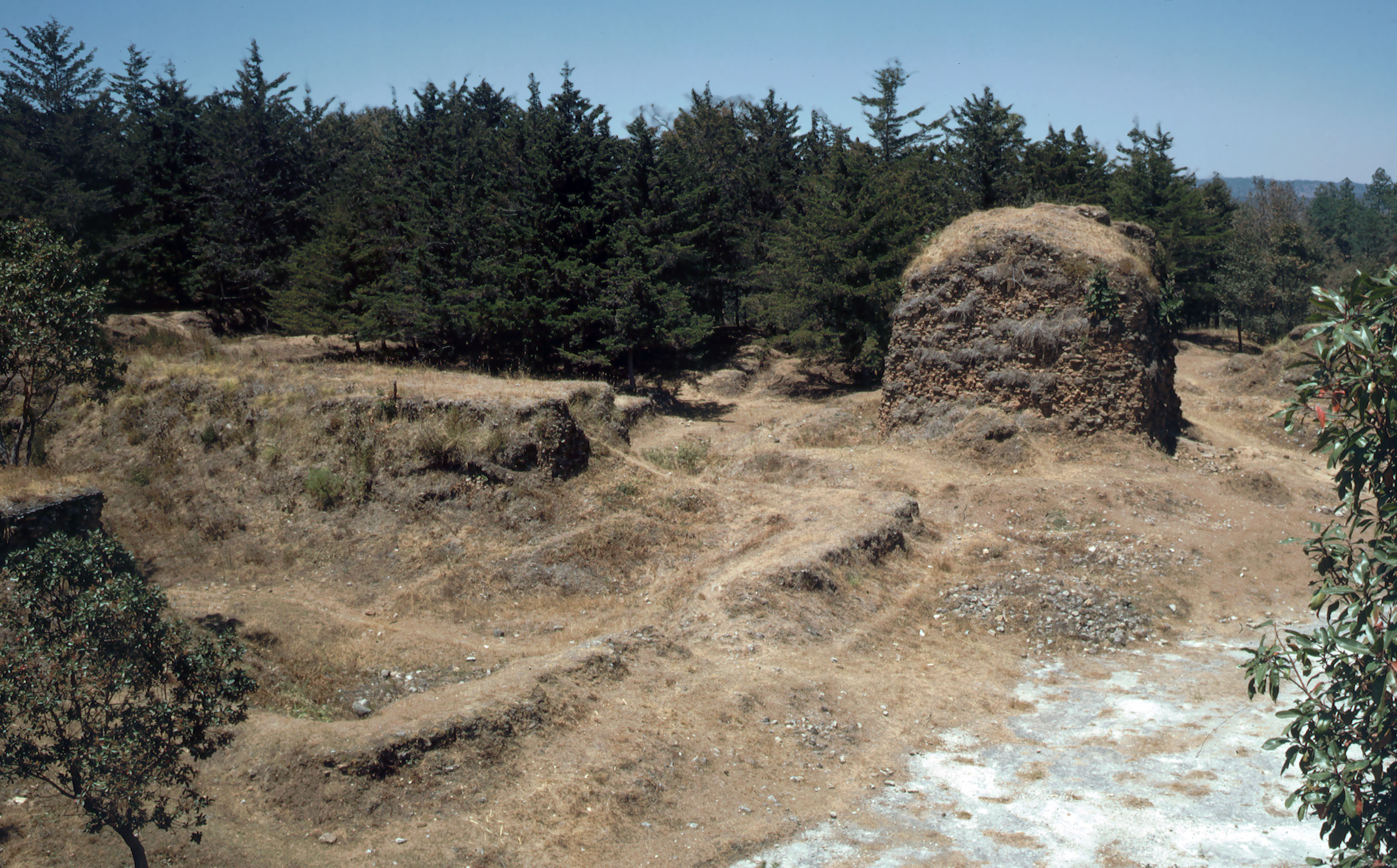
Q'umarkaj était la capitale des Quichés avant sa destruction par les Espagnols.

En mars 1524, Pedro de Alvarado entra dans Q'umarkaj à l'invitation des derniers seigneurs quichés après leur catastrophique défaite, mais craignait un piège. Il préféra camper dans la plaine à l'extérieur de la ville plutôt que d'accepter de loger à l'intérieur. Considérant le grand nombre de guerriers quichés rassemblés à l'extérieur de ville et le fait que sa cavalerie ne pourrait pas manœuvrer dans les rues étroites de Q'umarkaj, il invita les chefs de la ville, Oxib-Keh (le ajpop ou roi) et Beleheb-Tzy (le ajpop k'amha, ou roi élu) à se rendre dans son camp,. Dès leur arrivée, ils furent faits prisonniers. Ayant vu cela, les guerriers quichés attaquèrent les alliés indigènes des Espagnols et parvinrent à tuer un des soldats espagnols. Alvarado décida alors de faire brûler les Quichés prisonniers avant d'incendier toute la ville,. Après la destruction de Q'umarkaj et l'exécution de ses dirigeants, Pedro de Alvarado envoya des messages à Iximché, la capitale des Kaqchikels, pour leur proposer une alliance contre ce qu'il restait de la résistance quichée. Alvarado écrivit qu'il reçut 4 000 guerriers pour l'assister mais les documents kaqchikels ne mentionnent l'envoi que de 400 soldats.

### Alliance avec les Kaqchikels
Le 14 avril 1524, peu après la défaite des Quichés, les Espagnols furent invités à Iximché et furent biens reçus par les seigneurs Belehe Qat et Cahi Imox,,. Les rois kaqchikel fournirent des troupes indigènes pour aider les conquistadors dans leur lutte contre la résistance quichée et pour vaincre le royaume voisin des Tz'utuhils. Les Espagnols restèrent brièvement à Iximché avant de poursuivre en direction de Atitlán, Escuintla et de Cuscatlán. Ils y revinrent le 23 juillet 1524 et trois jours plus tard, Pedro de Alvarado déclara Iximché comme la première capitale du Guatemala et la renomma Santiago de los Caballeros de Guatemala (« St. Jean des Chevaliers du Guatemala »),,. Iximché fut appelée Guatemala par les Espagnols d'après le mot nahuatl Quauhtemallan signifiant "terre boisée". Comme les conquistadors espagnols fondèrent leur première capitale à Iximché, ils prirent le nom de la ville utilisé par leurs alliés mexicains et l'appliquèrent à la ville et par extension au royaume. Le nom actuel du pays trouve son origine dans cet événement.

### Conquête des Tz'utujils

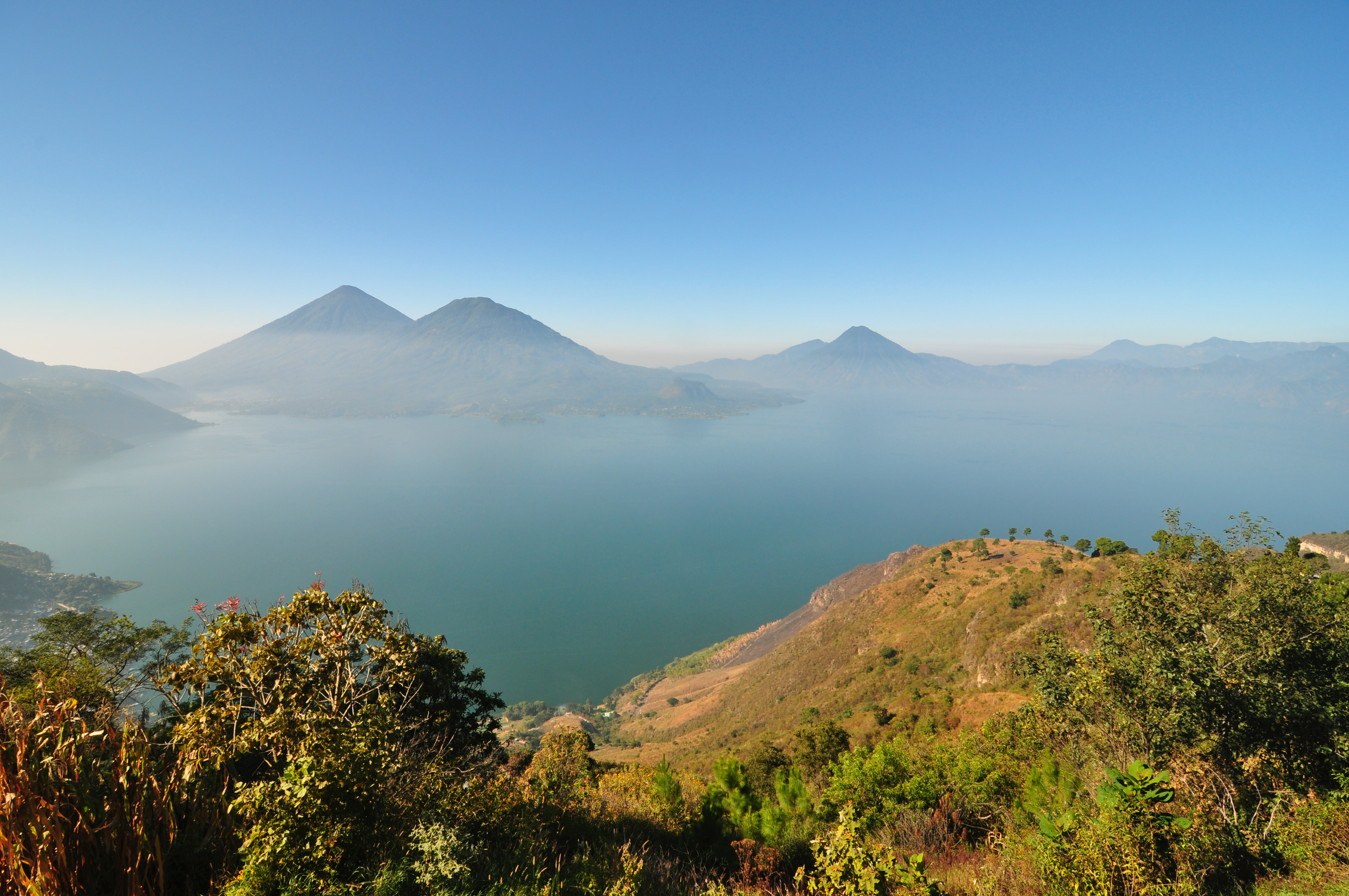
La capitale des Tz'utujils se trouvait sur les rives du lac Atitlán.

Les Kaqchikels semblent s'être alliés aux Espagnols pour vaincre leurs ennemis, les Tz'utujils, dont la capitale était Tecpan Atitlan. Pedro de Alvarado envoya deux émissaires kaqchikels à Tecpan Atitlan à la demande des souverains kaqchikels ; les deux diplomates furent exécutés par les Tz'utujils,. Lorsque les nouvelles de l'exécution arrivèrent à Iximché, les conquistadors se mirent en marche avec leurs alliés kaqchikels. Pedro de Alvarado quitta Iximché juste cinq jours après son arrivée avec 60 cavaliers, 150 fantassins espagnols et un nombre inconnu de guerriers kaqchikels. Ils arrivèrent au bord du lac après une dure marche d'une journée sans avoir rencontré de résistance. Devant le manque d'opposition, Alvarado partit à la tête de 30 cavaliers le long du rivage. Le 18 avril, en face d'une île habitée, les Espagnols rencontrèrent des guerriers tz'utujils et chargèrent ; ces derniers s'enfuirent en direction de l'île par une chaussée trop étroite pour les chevaux. Les conquistadors attaquèrent à pied avant que les habitants n'aient eu le temps de détruire les ponts. Le reste de l'armée d'Alvarado les rejoignit rapidement et ils ravagèrent l'île. Les Tz'utujils survivants s'enfuirent à la nage par le lac et les Espagnols ne purent les poursuivre car les 300 canoës envoyés par les Kaqchikels n'étaient pas encore arrivés.
Le lendemain, les Espagnols entrèrent dans Tecpan Atitlan qui avait été abandonnée. Pedro de Alvarado campa dans le centre de la ville et envoya des éclaireurs pour repérer l'ennemi. Ils parvinrent à capturer certains habitants et les utilisèrent pour transmettre des messages aux seigneurs tz'utujils leur demandant de se soumettre au roi d'Espagne. Les chefs tz'utujils répondirent en se rendant à Alvarado et en jurant loyauté à l'Espagne ; Alvarado considéra qu'ils étaient pacifiés et il rentra à Iximché. Trois jours après son retour à Iximché, les seigneurs tz'utujils arrivèrent pour prêter le serment de loyauté et pour offrir des tributs aux conquistadors,. Peu de temps après, d'autres seigneurs arrivèrent des basses-terres du Pacifique pour jurer leur loyauté envers le roi d'Espagne sans qu'Alvarado ne les ait nommés dans ses lettres ; ils confirmèrent les rapports kaqchikels selon lesquels le royaume Izcuintepeque en nahuatl ou Panatacat en kaqchikel se trouvait plus au sud et que ses habitants étaient hostiles envers leurs voisins.

### Rébellion des Kaqchikels
« Les Kaqchikels commencèrent à combattre les Espagnols. Ils creusèrent des fossés pour les chevaux et y placèrent des pieux acérés pour les tuer... De nombreux Espagnols et leurs chevaux périrent dans ces pièges. De nombreux Quichés et Tz'utujils moururent également ; de cette manière les Kaqchikels détruisirent tous ces peuples. »

— Annales des Kaqchikels

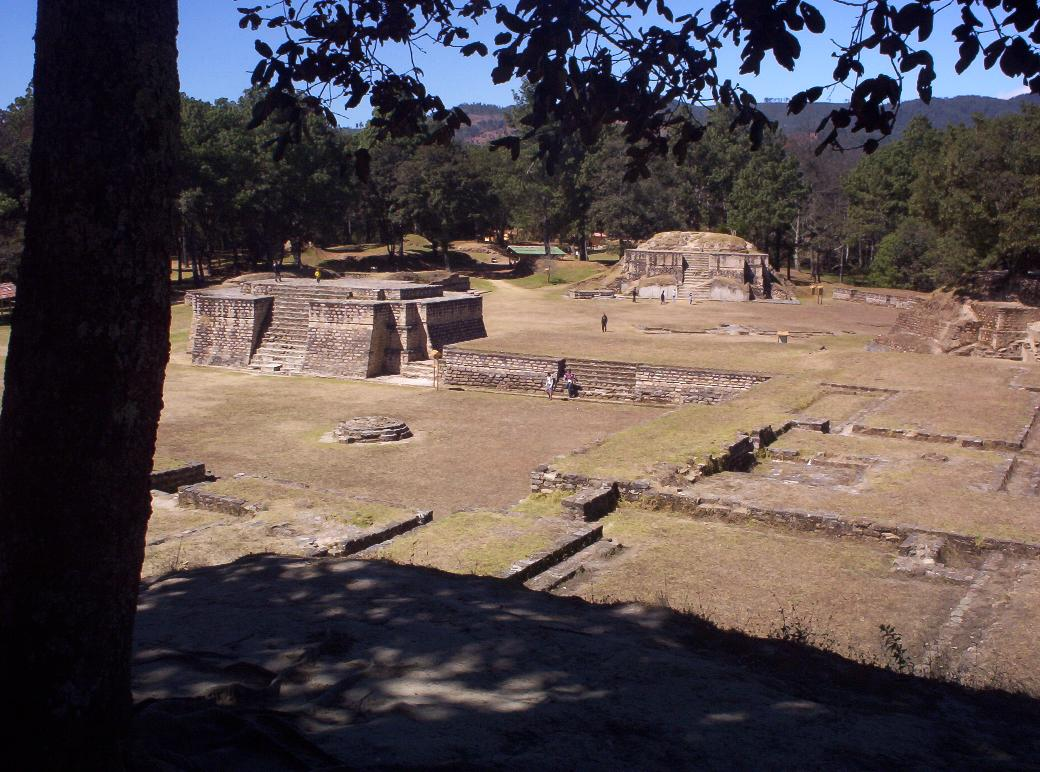
Les ruines d'Iximché incendiée par des déserteurs espagnols.

Pedro de Alvarado commença rapidement à exiger des tributs sous forme d'or de la part des Kaqchikels, ce qui détériora les relations entre les deux peuples. Il demanda 1 000 feuilles d'or d'une valeur unitaire de 15 pesos soit un total de 69 kg,. 
Un prêtre kaqchikel annonça que les dieux kaqchikels détruiraient les Espagnols ; par conséquent les Kaqchikels abandonnèrent leur ville et s'enfuirent dans les forêts et les collines le 28 août 1524. Dix jours plus tard, les Espagnols leurs déclaraient la guerre. Deux ans plus tard, le 9 février 1526, un groupe de seize déserteurs espagnols incendièrent le palais du ahpo xahil, pillèrent les temples et enlevèrent un prêtre ; des actes dont les Kaqchikels firent porter la responsabilité à Pedro de Alvarado,. Le conquistador Bernal Díaz del Castillo raconta comment en 1526, il était retourné à Iximché et avait passé la nuit dans l'« ancienne ville de Guatemala » avec Luis Marín et d'autres membres de l'expédition de Cortés au Honduras. Il écrivit que les maisons de la ville étaient toujours en bon état ; son compte-rendu est la dernière description de la ville alors qu'elle était encore habitable,.
Les Espagnols fondèrent une nouvelle ville à proximité, Tecpán Guatemala ; Tecpán est le mot nahuatl pour « palais » et le nom de la ville signifie donc « le palais de la forêt ». Les Espagnols abandonnèrent la ville en 1527 du fait des attaques continuelles des Kaqchikels et s'installèrent dans la vallée de l'Almolonga à l'est où ils implantèrent leur capitale sur le site de l'actuelle ville de San Miguel Escobar dans le district de Ciudad Vieja près d'Antigua Guatemala,.
Les Kaqchikels continuèrent de résister durant plusieurs années mais le 9 mai 1530, épuisés par les affrontements et la destruction de leurs récoltes, les rois des deux plus importants camps quittèrent leurs refuges dans la forêt. Ils furent rejoints par de nombreux nobles et leurs familles et se rendirent la nouvelle capitale espagnole de Ciudad Vieja. Les anciens habitants d'Iximché furent dispersés ; certains furent envoyés à Tecpán et le reste à Sololá et dans les autres villes autour du lac Atitlán.

### Siège de Zaculeu

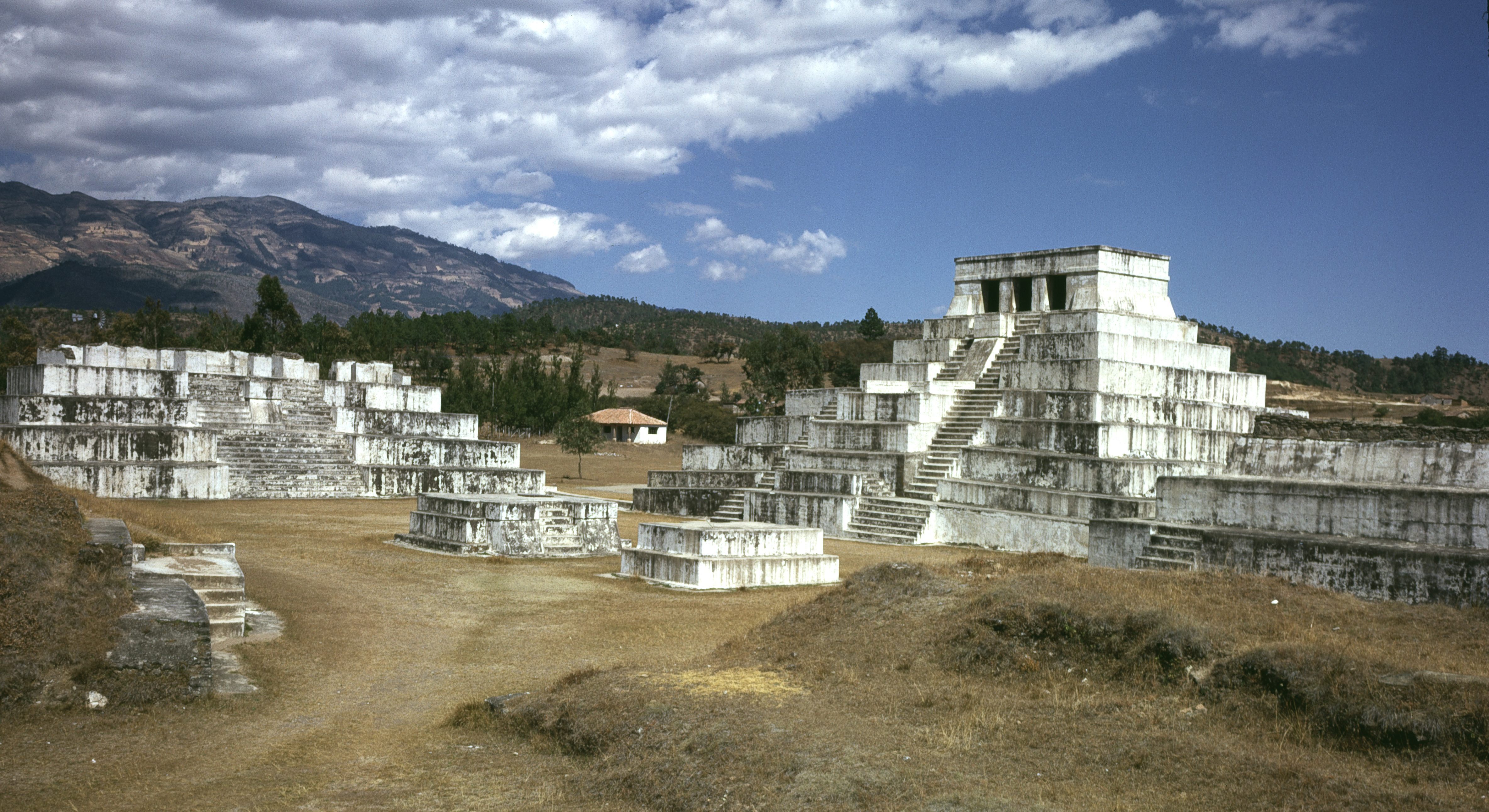
Zaculeu fut prise par Gonzalo de Alvarado y Contreras après plusieurs mois de siège.

Si les Mams et les Quichés de Q'umarkaj étaient en guerre à la suite du soulèvement des Kaqchikels contre leurs anciens alliés quichés avant le contact avec les Européens, l'arrivée des conquistadors entraîna un bouleversement du paysage politique. Pedro de Alvarado décrivit comment le roi mam Kayb'il B'alam fut reçu avec tous les honneurs à Q'umarkaj alors qu'il était sur place. Il semble cependant que l'expédition contre la capitale mam, Zaculeu, fut apparemment lancée à l'initiative des Quichés.
Au moment de la conquête, la principale population mam se trouvait à Xinabahul (ou Chinabjul), sur le site de l'actuelle ville de Huehuetenango, mais ses habitants se réfugièrent dans la forteresse de Zaculeu. L'expédition contre les Mams fut menée par Gonzalo de Alvarado y Contreras, frère de Pedro de Alvarado, en 1525 avec 40 cavaliers et 80 fantassins espagnols et près de 2 000 alliés amérindiens. Gonzalo de Alvarado quitta le camp espagnol à Tecpán Guatemala en juillet 1525 et marcha vers la ville de Totonicapán qu'il utilisa comme base de ravitaillement. Depuis Totonicapán l'expédition s'orienta vers le nord en direction de Momostenango mais sa progression fut ralentie par de fortes pluies. Momostenango tomba rapidement après quatre heures de combats. Le lendemain, Gonzalo de Alvarado progressa vers Huehuetenango et rencontra une armée mam de 5 000 guerriers originaires de Malacatán (actuel Malacatancito). L'armée mam avança dans la plaine en formation de bataille mais fut dispersée par la charge de la cavalerie espagnole et les survivants furent balayés par l'assaut de l'infanterie. Gonzalo de Alvarado tua le chef mam, Canil Acab, avec sa lance et la résistance mam s'effondra. Alvarado entra sans combats dans Malacatán où ne se trouvaient plus que les malades et les vieux. Alvarado accepta l'offre de reddition des chefs mam et après quelques jours de repos, les Espagnols continuèrent leur avancée vers Huehuetenango qui avait été abandonnée. Kayb'il B'alam avait appris l'avancée espagnole et s'était réfugié dans sa forteresse de Zacaleu. Alvarado envoya un message à Zaculeu proposant une reddition pacifique mais le roi mam ne répondit pas.
Zacaleu était défendue par environ 6 000 guerriers originaires de Huehuetenango, Zaculeu, Cuilco et Ixtahuacán. La forteresse était entourée par de profonds ravins sur trois côtés et était défendue par un important système de murs et de fossés. Gonzalo de Alvarado, dont l'armée était pourtant moitié moins importante, décida de lancer une attaque contre l'entrée nord. Les guerriers mams repoussèrent initialement l'infanterie espagnole mais durent se replier après les charges répétées de la cavalerie. Voyant qu'une victoire était impossible durant une bataille rangée, Kayb'il B'alam, retira ses troupes dans la forteresse. Alors qu'Alvarado mettait en place le siège de la ville, une armée d'environ 8 000 guerriers mams descendit des montagnes de los Cuchumatanes en direction de Zacaleu. Alvarado laissa Antonio de Salazar s'occuper du siège et marcha vers le nord pour affronter l'armée mam. Cette dernière était désorganisée et si elle égalait l'infanterie espagnole et ses alliés indigènes, elle était vulnérable aux charges répétées de la cavalerie espagnole. L'armée de secours fut anéantie et Alvarado poursuivit le siège de la ville. Après plusieurs mois de résistance, la famine commença à décimer les rangs des défenseurs et Kayb'il B'alam se rendit au milieu du mois d'octobre 1525,,. Lorsque les Espagnols entrèrent dans la ville, ils découvrirent 1 800 cadavres dont les survivants mangeaient les corps. Après la chute de Zacaleu, une garnison espagnole fut installée à Huehuetenango sous le commandement de Gonzalo de Solís et Gonzalo de Alvarado retourna à Tecpán Guatemala pour rapporter sa victoire à son frère.

### Conquête des Poqomams
En 1525, Pedro de Alvarado envoya une petite armée pour conquérir Mixco Viejo (Chinautla Viejo), la capitale des Poqomams. À l'approche espagnole, les habitants se replièrent dans la ville fortifiée. Les Espagnols tentèrent une approche depuis l'est via un passage étroit mais furent repoussés avec de lourdes pertes. Alvarado mena lui-même un second assaut avec 200 alliés tlaxcaltèques mais fut également repoussé. Les Poqomams reçurent des renforts, peut-être de Chinautla, et les deux armées s'affrontèrent sur la plaine devant la ville. La bataille fut chaotique et dura plus d'une journée mais la cavalerie espagnole joua encore une fois un rôle décisif et les renforts amérindiens durent se retirer. Les chefs de l'armée de secours se rendirent trois jours plus tard et indiquèrent que la ville avait une entrée secrète formée par une grotte débouchant sur une rivière à proximité,.
Fort de cette information, Alvarado envoya 40 hommes couvrir la sortie de la grotte et lança une autre attaque dans le ravin de l'ouest dont la largeur ne permettait qu'une file de soldats. Les Espagnols progressèrent en faisant alterner les arbalétriers et les porteurs de mousquet qui étaient protégés des flèches et des pierres par un second soldat avec un bouclier. Cette tactique permit aux Espagnols de passer le col et d'entrer dans la ville. Les guerriers poqomams se replièrent en désordre dans la ville. Ceux qui parvinrent à quitter la ville par la grotte furent pris en embuscade par la cavalerie espagnole et ramenés dans la ville. Le siège avait duré plus d'un mois et Alvarado fit incendier la ville pour détruire ses défenses. Ses habitants furent déplacés dans la nouvelle ville coloniale de Mixco.

### Conquête des Chajoma
Il n'existe pas de sources directes décrivant la conquête des Chajomas mais il semble que cela ait été une campagne prolongée plutôt qu'une victoire rapide. La seule description de cette conquête est une source secondaire se trouvant dans les travaux de Francisco Antonio de Fuentes y Guzmán rédigés au XVIIe siècle, bien après les événements. Après la conquête, les habitants de la partie orientale du royaume, en particulier ceux du site archéologique aujourd'hui appelé Mixco Viejo (Jilotepeque Viejo), furent déplacés par les Espagnols vers San Pedro Sacatepéquez. Le reste de la population de Mixco Viejo et les habitants de la partie occidentale du royaume furent emmenés à San Martín Jilotepeque. Les Chajomas se soulevèrent contre les Espagnols en 1526 et combattirent à Ukub'il, un site non identifié quelque part entre les villes actuelles de San Juan Sacatepéquez et San Pedro Sacatepéquez.
Durant la période coloniale, la plupart des Chajomas survivants furent déplacés de force dans les villes de San Juan Sacatepéquez, San Pedro Sacatepéquez et San Martín Jilotepeque suivant la politique espagnole des congregaciones. Certains Kaqchikels d'Iximché semblent également avoir été implantés dans ces villes. Après leur implantation, certains Chajomas retournèrent dans leurs anciens territoires, créèrent des villages et s'opposèrent aux Poqomams de Mixco et de Chinautla le long de l'ancienne frontière entre les royaumes précolombiens. Certains de ces villages reçurent une reconnaissance formelle comme San Raimundo près de Sacul.

### Chiquimula
La Chiquimula de la Sierra (« Chiquimula des hautes-terres »), occupant le territoire de l'actuel département de Chiquimula, à l'est des Poqomams et des Chajomas, était habitée par les Mayas Ch'orti' au moment de la conquête. La première expédition espagnole dans la région eut lieu en 1524. En 1526, trois capitaines espagnols, Juan Pérez Dardón, Sancho de Barahona and Bartolomé Becerra, envahirent Chiquimula sur ordre de Pedro de Alvarado. Les indigènes se soulevèrent rapidement contre les demandes excessives des Espagnols mais la révolte fut écrasée en avril 1530. La région ne fut cependant pas pacifiée avant une campagne menée par Jorge de Bocanegra en 1531-1532. Les maladies, les guerres et les travaux forcés dans les mines et les encomiendas éliminèrent de nombreux habitants de l'est du Guatemala dont la population n'a toujours pas retrouvé son niveau d'avant la conquête.

### Campagnes dans les Cuchumatanes

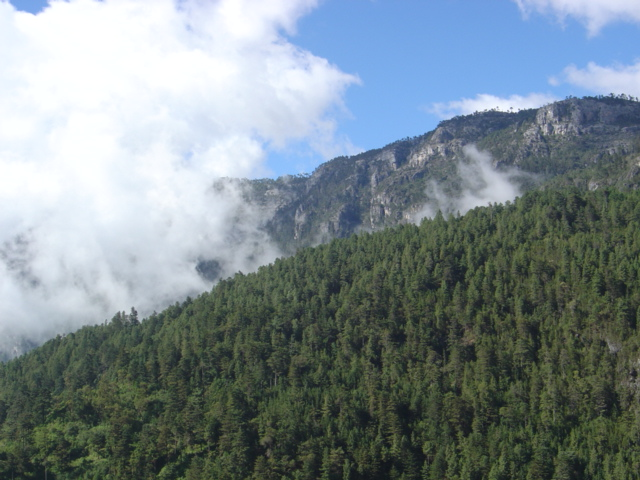
Le terrain difficile et l'isolement des Cuchumatanes rendirent leur conquête difficile.

Dans les dix années qui suivirent la chute de Zaculeu, plusieurs expéditions espagnoles traversèrent la Sierra de los Cuchumatanes et entreprirent la conquête des Chujs et des Q'anjob'als. Les Espagnols étaient attirés par l'espoir de trouver de l'or, de l'argent et d'autres richesses dans les montagnes mais leur isolement et la faible population rendirent la conquête et l'exploitation très difficile. La population des Cuchumatanes avant le contact avec les Européens est estimée à 260 000. Au moment où les Espagnols arrivèrent physiquement dans la région, la population était tombée à 150 000 du fait des maladies qui les avaient précédées.

#### Uspantán et les Ixils
Après la prise de la portion occidentale des Cuchumatanes par les Espagnols, les Ixils et les Uspanteks étaient suffisamment isolés pour rester à l'écart des ambitions espagnoles. Les Uspanteks et les Ixils étaient alliés et en 1529, quatre années après la prise de Huehuetenango, les guerriers Uspanteks harcelaient les forces espagnoles à Uspantán et essayaient d'organiser une révolte des Quichés. L'activité des Uspanteks devint tellement gênante que les Espagnols décidèrent de prendre des mesures militaires. Gaspar Arias, magistrat du Guatemala, entra dans les Cuchumatanes orientales avec 60 fantassins espagnols et 300 alliés indigènes. Au début du mois de septembre, il était parvenu à imposer l'autorité espagnole sur les villes ixiles de Chajul et Nebaj. L'armée espagnole avança ensuite vers l'est contre Uspantán ; Arias apprit alors que le gouverneur du Guatemala, Francisco de Orduña, l'avait destitué de son titre de magistrat. Arias confia l'armée à l'inexpérimenté Pedro de Olmos et rentra affronter Francisco de Orduña. Malgré les conseils de ses officiers, Olmos lança une attaque frontale contre la ville. Dès que les Espagnols commencèrent leur assaut, ils furent pris à revers par environ 200 guerriers uspanteks. Les Espagnols furent repoussés avec de lourdes pertes ; beaucoup de leurs alliés furent capturés et sacrifiés sur l'autel du dieu Exbalamquen. Les survivants qui parvinrent à s'échapper retournèrent à la garnison espagnole de Q'umarkaj.
Un an plus tard, Francisco de Castellanos quitta Santiago de los Caballeros de Guatemala avec une autre expédition contre les Ixils et les Uspanteks. L'armée se reposa à Chichicastenango et recruta de nouvelles troupes avant de marcher 25 km vers le nord en direction de Sacapulas et de franchir les flancs sud des Cuchumatanes. Près du sommet, les Espagnols affrontèrent une armée d'environ 4 000 guerriers ixils de Nebaj et des villes alentour. Au cours de la bataille prolongée qui s'ensuivit, la cavalerie espagnole parvint à flanquer l'armée ixile qui fut obligée de se replier vers la forteresse de Nebaj. Les Espagnols assiégèrent la ville et leurs alliés réussirent à escalader les murs, à entrer dans la place-forte et à l'incendier. De nombreux guerriers ixils se replièrent pour combattre le feu, ce qui permit aux Espagnols de briser les défenses et d'entrer dans la ville. Les Espagnols rassemblèrent les survivants et le lendemain, Castellanos décida d'en faire des esclaves pour les punir de leur résistance. Les habitants de Chajul capitulèrent dès qu'ils reçurent les nouvelles de la bataille. Les Espagnols continuèrent vers l'est jusqu'à Uspantán défendue par 10 000 guerriers dont des groupes de Cotzal, Cunén, Sacapulas et Verapaz. Les Espagnols eurent à peine le temps de s'organiser avant d'être attaqués. Malgré leur large infériorité numérique, l'utilisation de la cavalerie et des armes à feu décida de l'issue de la bataille. Les Espagnols envahirent Uspantán et marquèrent les survivants pour en faire des esclaves. Les villes alentour se rendirent et décembre 1530 marqua la fin de la conquête militaire des Cuchumatanes.

#### Réduction des Chuj et des Q'anjob'als

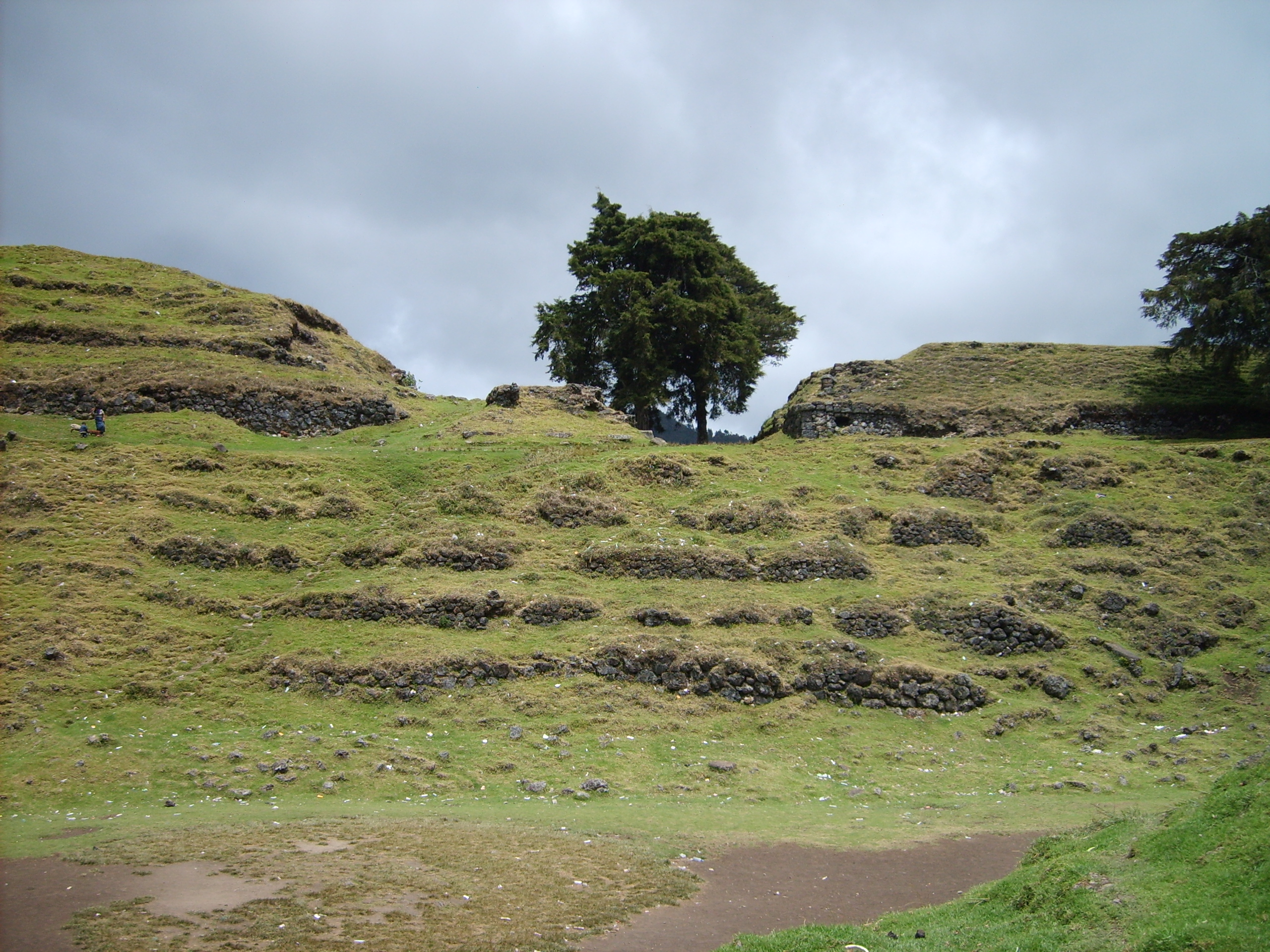
Les ruines d'Ystapalapán.

En 1529, la ville chuj de San Mateo Ixtatán (alors appelée Ystapalapán) fut donnée en encomienda au conquistador Gonzalo de Ovalle, un compagnon de Pedro de Alvarado, de même que Santa Eulalia et Jacaltenango. En 1549, la première réduction (reducción en espagnol) de San Mateo Ixtatán eut lieu sous la supervision des missionnaires dominicains, et la même année la réduction q'anjob'al de Santa Eulalia fut fondée. D'autres réductions furent créées à San Pedro Soloma, San Juan Ixcoy et San Miguel Acatán avant 1560. La résistance des Q'anjob'als fut essentiellement passive et fondée sur la fuite dans les forêts et les montagnes inaccessibles aux Espagnols. En 1586, l'Ordre des Mercédaires construisit la première église à Santa Eulalia. Les Chujs de San Mateo Ixtatán restèrent insoumis et résistèrent plus longtemps au contrôle espagnol que leurs voisins des hautes-terres grâce à leur alliance avec les habitants des basses-terres du Lacandon au nord. La résistance fit que les Chujs ne restèrent pacifiés que quelques années après les premières expéditions espagnoles.
À la fin du XVIIe siècle, le missionnaire espagnol Alonso de León rapporta qu'environ 80 familles de San Mateo Ixtatán ne payait aucun tribut à la couronne d'Espagne et n'assistaient pas à la messe catholique. Il décrivit les habitants comme querelleurs et se plaignit qu'ils avaient construit un autel païen dans les ruines des temples précolombiens où ils brulaient de l'encens et sacrifiaient des dindes. Fray de León informa les autorités locales que les pratiques des indigènes étaient telles qu'ils n'étaient chrétiens que dans le nom. Finalement, Fray de León fut chassé de San Mateo Ixtatán par ses habitants.
En 1684, un conseil dirigé par Enrique Enriquez de Guzmán, le gouverneur du Guatemala, décida de la réduction de San Mateo Ixtatán et de Santa Eulalia, les deux villes se trouvant dans le district colonial du Corrégidor de Huehuetenango.
Le 29 janvier 1686, le capitaine Melchor Rodríguez Mazariegos, agissant sous les ordres du gouverneur, quitta Huehuetenango en direction de San Mateo Ixtatán, où il recruta des guerriers dans les villages alentour dont 61 de San Mateo. Les autorités coloniales considéraient que les habitants de San Mateo Ixtatán avaient de bonnes relations avec les habitants non encore soumis de la région de Lacandon, se trouvant dans l'actuel État mexicain du Chiapas et de la partie occidentale du bassin du Petén. Pour éviter que les nouvelles de l'avance espagnole n'atteignent la région de Lacandon, le gouverneur ordonna l'arrestation de trois des chefs de la communauté de San Mateo et les fit enfermer dans la prison de Huehuetenango. Le gouverneur arriva lui-même à San Mateo Ixtatán le 3 février où l'attendait le capitaine Rodríguez Mazariegos. Le gouverneur ordonna au capitaine de rester dans le village et de l'utiliser comme base avancée pour de futures opérations dans la région du Lacandon. Les missionnaires espagnols Fray de Rivas et Fray Pedro de la Concepción restèrent également dans la ville. Le gouverneur Enriquez de Guzmán quitta ensuite San Mateo Ixtatán pour Comitán dans le Chiapas et entra dans la région du Lacandon par Ocosingo.
En 1695, l'invasion de la région du Lacandon eut lieu simultanément suivant trois directions, depuis San Mateo Ixtatán, Cobán et Ocosingo. Le capitaine Rodriguez Mazariegos, accompagné de Fray de Rivas, de six autres missionnaires et de 50 soldats espagnols quitta San Mateo Ixtatán. En suivant la même route qu'en 1686, ils parvinrent à recruter environ 200 guerriers indigènes originaires de Santa Eulalia, San Juan Solomá et San Mateo. Le 28 février 1695, les trois groupes quittèrent leurs bases d'opérations respectives pour conquérir la région du Lacandon.

## Basses-terres du Pacifique: Pipil et Xincas
Avant l'arrivée des Espagnols, la partie occidentale de la plaine Pacifique était dominée par les états quiché et kaqchikel alors que la partie orientale était occupée par les Pipils et les Xincas. Les Pipils habitaient les territoires des départements actuels d'Escuintla et de Jutiapa ; le principal territoire xinca se trouvait à l'est de la principale population pipil dans ce qui est aujourd'hui le département de Santa Rosa; il y avait également des Xincas à Jutiapa.
Dans le demi-siècle précédant l'arrivée des Espagnols, les Kaqchikels furent fréquemment en guerre avec les Pipils d'Izcuintepeque (actuel Escuintla). Le 8 mai 1524, peu après son arrivée à Iximche et juste après sa conquête des Tz'utujils autour du lac Atitlán, Pedro de Alvarado continua vers le sud dans la plaine côtière du Pacifique jusqu'à Izcuintepeque,. Alvarado écrivit que l'approche de la ville fut rendue très difficile par l'épaisse végétation et les marécages qui interdisaient l'usage de la cavalerie. Le 9 mai, il envoya donc ses hommes avec des arbalètes vers l'avant. Les Pipils retirèrent leurs éclaireurs du fait de la forte pluie en croyant que les Espagnols et leurs alliés ne pourraient pas atteindre la ville ce jour-là. Cependant, Pedro de Alvarado continua d'avancer et les défenseurs furent complètement pris par surprise. Dans la bataille qui suivit, les Espagnols et leurs alliés n'eurent que quelques pertes mais les Pipils parvinrent à s'enfuir dans la foret sans que les Espagnols ne soient capables de les poursuivre. Pedro de Alvarado fit incendier la ville et envoya des messagers pour demander la reddition des chefs pipils, sans quoi il ravagerait leur territoire. Selon la lettre d'Alvarado à Cortès, les Pipils revinrent dans la ville et se soumirent à lui en acceptant le roi d'Espagne comme leur souverain. Les Espagnols restèrent dans la ville durant huit jours. Quelques années plus tard, en 1529, Pedro de Alvarado fut accusé de brutalité excessive dans sa conquête d'Izcuintepeque.
À Guazacapán, aujourd'hui une municipalité de Santa Rosa, Pedro de Alvarado décrivit sa rencontre avec des personnes qui étaient ni Mayas ni Pipils et qui parlaient un langage complètement différent ; il s'agissait probablement des Xincas. À ce moment, l'armée d'Alvarado était composée de 250 fantassins espagnols accompagnée par 6 000 alliés indigènes, essentiellement Kaqchikels et Cholutecs. Alvarado et ses hommes occupèrent la plus importante ville xinca, appelée Atiquipaque, qui se trouvait probablement dans la région de Taxisco. Selon Alvarado les défenseurs s'engagèrent dans un violent combat au corps-à-corps en utilisant des lances, des pieux et des flèches empoisonnées La bataille eut lieu le 26 mai 1524 et déboucha sur une importante diminution de la population xinca. L'armée d'Alvarado continua vers l'est depuis Atiquipaque et s'empara de plusieurs villes xincas. La cité de Tacuilula organisa un piège sous la forme d'une réception pacifique mais les Espagnols capturèrent la ville. Taxisco et Nancintla tombèrent peu après. Comme Alvarado et ses alliés ne pouvaient pas comprendre la langue xinca, Alvarado renforça son avant-garde et son arrière-garde avec de la cavalerie. Malgré ces précautions, le convoi de ravitaillement fut pris en embuscade par une armée xinca peu après avoir quitté Taxisco. De nombreux alliés indigènes furent tués et la plus grande partie du matériel fut perdue dont toutes les arbalètes et les ferronneries pour les chevaux. Il s'agissait d'un sérieux revers et Alvarado laissa son armée à Nancintla durant huit jours au cours desquels il envoya deux expéditions contre l'armée xinca Jorge de Alvarado mena la première tentative avec environ 40 cavaliers mais s'il parvint à mettre en déroute l'ennemi, il ne parvint pas à retrouver les équipements perdus car la plus grande partie avait été détruite par les Xincas pour en faire des trophées. Pedro de Portocarrero commanda la seconde expédition avec un large détachement d'infanterie mais fut incapable d'engager l'ennemi du fait du terrain montagneux et il retourna à Nancintla. Alvarado envoya des messagers pour entrer en contact avec l'ennemi mais ils ne revinrent jamais. Les messagers de la ville de Pazaco offrirent de se rendre aux conquistadors mais lorsque Alvarado arriva le lendemain, les habitants se préparaient au combat. Les troupes d'Alvarado écrasèrent l'opposition et prirent la ville. Depuis Pazaco, Alvarado franchit le Río Paz et entra dans l'actuel Salvador.
Après la conquête de la plaine Pacifique, les habitants offrirent des tributs aux Espagnols sous la forme de cacao, de coton, de sel et de vanille.

## Basses-terres du nord
La conquête des basses-terres de Petén au nord dura de 1525 à 1700. Cette durée s'explique par le fait que la cavalerie espagnole et l'armement supérieur des Européens étaient très mal adaptés à la guerre dans les denses forêts des basses-terres du Guatemala.

### Cortés à Petén

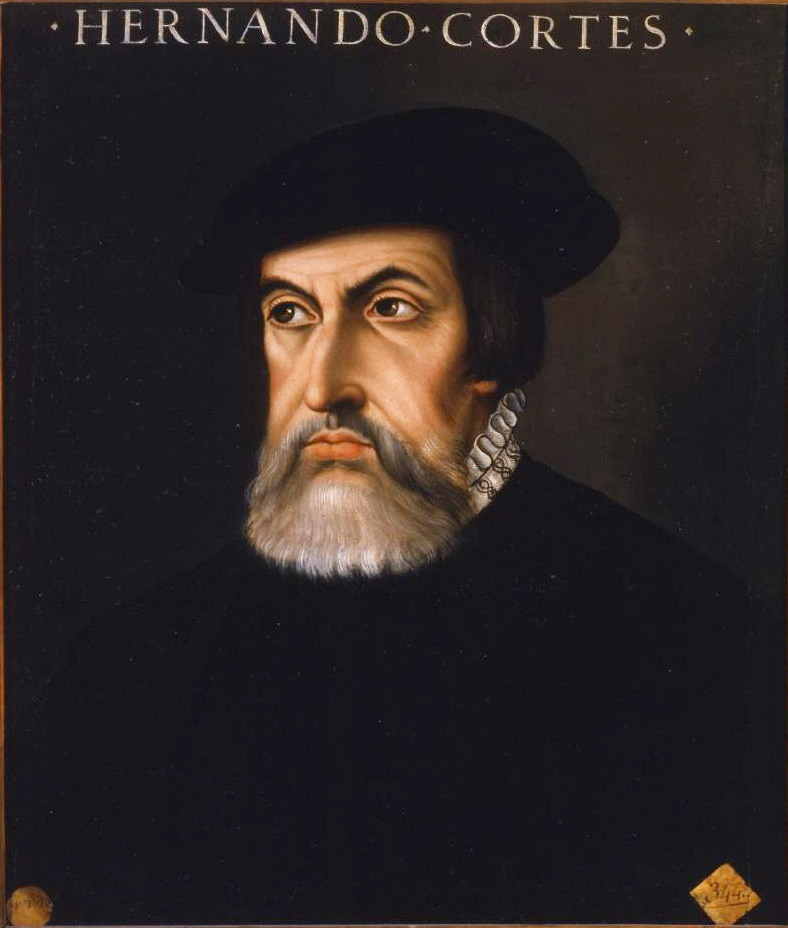
Hernán Cortés traversa la région de Petén au début du XVIe siècle.

En 1525, après la conquête de l'Empire aztèque, Hernán Cortés mena une expédition dans le Honduras et arriva dans l'actuel département du Petén au Guatemala où se trouvait le royaume Itza. Son objectif était de mater Cristóbal de Olid qui avait été envoyé conquérir le Honduras mais avait agi indépendamment à son arrivée dans le territoire. Cortés disposait de 140 soldats espagnols dont 93 cavaliers, de 3 000 guerriers mexicains, de 150 chevaux et d'artillerie. Il avait également 600 porteurs mayas chontals d'Acalan. Ils arrivèrent sur la rive nord du lac Petén Itzá le 13 mars 1525.
Cortés accepta une invitation de Aj Kan Ek', le roi des Itzas, à visiter Nojpetén (également appelée Tayasal) et il traversa la ville maya avec 20 soldats espagnols tandis que le reste de son armée fit le tour du lac pour le rejoindre sur la rive sud,. Les Espagnols n'entrèrent pas officiellement à nouveau en contact avec les Itzas avant l'arrivée de prêtres franciscains en 1618. Depuis le lac, Cortés continua vers le sud le long des flancs occidentaux des monts Maya ; cela fut un voyage éprouvant, il fallut 12 jours d'efforts pour couvrir 32 km et les deux-tiers des chevaux moururent. Lorsqu'il arriva devant une rivière en crue du fait des fortes pluies, Cortés remonta le cours d'eau jusqu'aux rapides de Gracias a Dios dont la traversée dura deux jours et entraîna la perte de nouveaux chevaux.
Le 15 avril 1525, l'expédition arriva au village maya de Tenciz. L'expédition progressa vers le nord jusqu'au lac Izabal où les guides locaux qui les accompagnaient les abandonnèrent. Les soldats se perdirent dans les collines et ils seraient probablement morts de faim sans la capture d'un garçon maya qui les conduisit en sureté. Cortés traversa le rio Dulce et arriva au village de Nito quelque part dans la baie Amatique avec une douzaine de soldats et attendit que le reste de son armée se regroupe. À ce moment, il ne restait que quelques centaines d'hommes dans l'expédition ; Cortés parvint à contacter les Espagnols qu'il cherchait et découvrit que les officiers de Cristóbal de Olid avaient déjà mis un terme à sa rébellion. Cortés retourna ensuite au Mexique par la mer.

### Tierra de Guerra; Verapaz

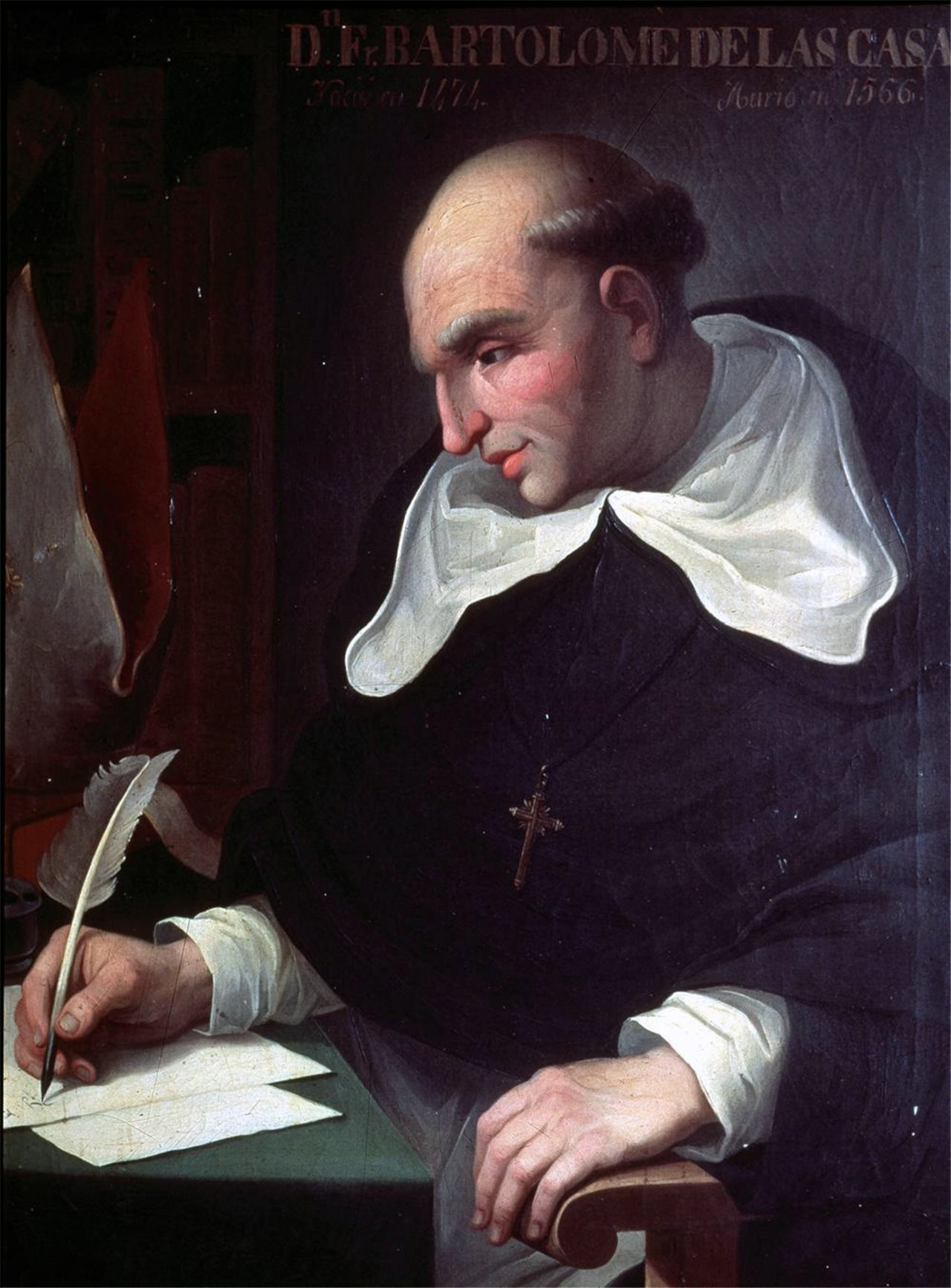
Le dominicain Bartolomé de las Casas défendit la conversion pacifique des peuples mésoaméricains.

En 1537, la zone immédiatement au nord de la nouvelle colonie du Guatemala était désignée par Tierra de Guerra (« Terre de Guerre »),. Paradoxalement, elle était simultanément appelée Verapaz (« Paix Véritable »). La Terre de Guerre était décrite comme en cours de conquête mais la région était recouverte d'épaisses forêts qui rendaient difficile la progression des Espagnols. Dès que ces derniers localisaient un centre de population dans la zone, ils déportaient les habitants dans une nouvelle ville coloniale en dehors de la jungle pour mieux les contrôler. Cette stratégie entraîna une grande dépopulation des forêts qui se transformèrent en zone de refuge pour ceux fuyant l'autorité espagnole. La Terre de Guerre, du XVIe au XVIIIe siècle, désignait une large zone allant de Sacapulas à l'ouest à Nito sur la côte caraïbe et s'étendait au sud jusqu'à Rabinal et Salamá et était un intermédiaire entre les hautes-terres et les basses-terres du nord. Elle regroupait les départements modernes du Baja Verapaz, d'Alta Verapaz, d'Izabal et de Petén, de même que l'est du Quiché et du Chiapas mexicain. La portion occidentale de la région était le territoire des Mayas Q'eqchi'.
Le dominicain Bartolomé de las Casas arriva dans la colonie du Guatemala en 1537 et fit immédiatement campagne pour remplacer la violente conquête militaire par un travail de missionnaire pacifique. Las Casas offrit de réaliser la conquête de la Terre de Guerre par la prédication de la foi catholique. Ce sont les dominicains qui promurent l'usage du nom de Verapaz au lieu de Tierra de Guerra. Comme la conquête militaire avait été impossible, le gouverneur du Guatemala, Alonso de Maldonado, accepta de signer un contrat promettant qu'il n'établirait pas de nouvelles encomiendas dans la zone si la stratégie de Las Casas fonctionnait. Las Casas et un groupe de dominicains s'installèrent à Rabinal, Sacapulas et Cobán et parvinrent à convertir plusieurs chefs indigènes en enseignant des chants chrétiens aux marchands qui s'aventuraient dans la région.

« On pourrait faire un livre complet... sur les atrocités, les meurtres, les liquidations, les ravages et les autres injustices épouvantables... par ceux qui sont venus au Guatemala »

— Bartolomé de las Casas
De cette manière, ils réunirent un groupe d'Amérindiens chrétiens dans ce qui est aujourd'hui la ville de Rabinal. Las Casas fut décisif dans l'introduction des Lois Nouvelles établies par la couronne espagnole en 1542 pour contrôler les excès des conquistadors et des colons contre les Amérindiens. En conséquence, les dominicains rencontrèrent une forte résistance de la part des colons espagnols qui voyaient leurs propres intérêts menacés par les Lois Nouvelles ; cela détourna les dominicains de leurs efforts pour établir un contrôle pacifique sur la Terre de Guerre.
En 1543, la nouvelle reducción coloniale de Santo Domingo de Cobán fut fondée à Chi Mon'a pour accueillir les Q'eqchi' déportés de Chichen, Xucaneb et Al Run Tax Aj. Santo Tomás Apóstol fut créée la même année à Chi Nim Xol et servit en 1560 comme réduction pour les communautés Ch'ol de Topiltepeque et Lacandon dans la vallée d'Usumacinta,. En 1555, les Acalas et leurs alliés lacandons tuèrent le dominicain espagnol Domingo de Vico. De Vico avait établi une petite église à San Marcos dans la région se trouvant entre les territoires des Lacandons et des Ch'ols Manche. De Vico avait offensé les dirigeants locaux en les réprimandant pour leur polygamie. Le chef amérindien tira une flèche dans la gorge du dominicain et les indigènes lui ouvrirent la poitrine et en sortirent son cœur. Son corps fut ensuite décapité et la tête, emmenée par les indigènes, ne fut jamais retrouvée par les Espagnols. Juan Matalbatz, un chef q'eqchi' de San Juan Chamelco mena une expédition punitive et les populations indépendantes capturées furent ramenées à Cobán et implantées à Santo Tomás Apóstol.

### Lac Izabal et l'aval du Motagua

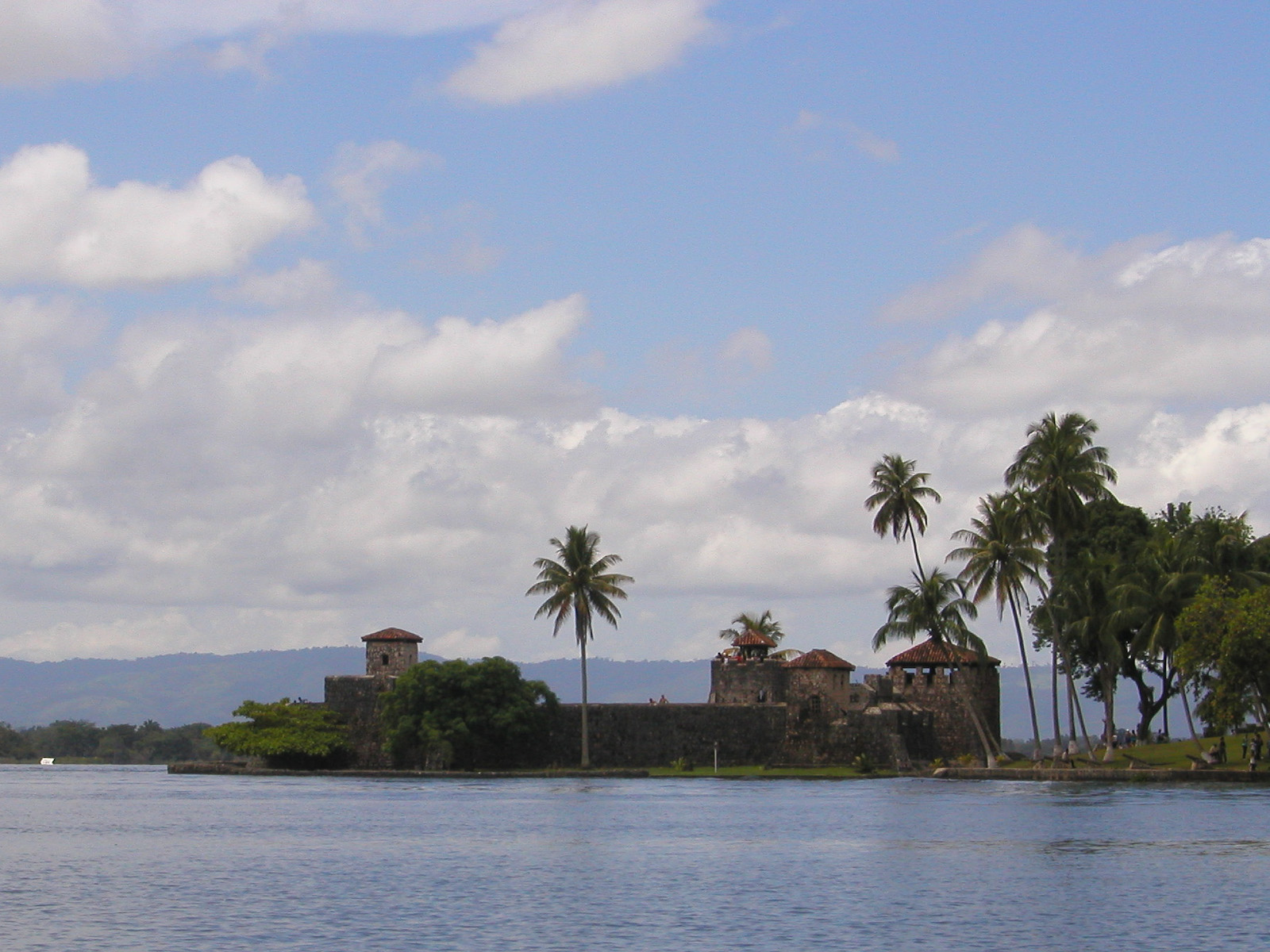
Le Castillo de San Felipe était un fort espagnol défendant l'entrée du lac Izabal.

Les dominicains s'implantèrent à Xocolo sur les rives du lac Izabal au milieu du XVIe siècle. La ville était connue par les missionnaires dominicains pour la pratique de la sorcellerie par ses habitants. En 1574, elle était devenue le plus important avant-poste pour les expéditions européennes vers l'intérieur et elle conserva ce rôle jusqu'en 1630 avant d'être abandonnée.
En 1598, Alfonso Criado de Castilla devint gouverneur de la Capitainerie générale du Guatemala. Du fait du mauvais état de Puerto Caballos sur la côte hondurienne et de son exposition aux raids pirates, il envoya une mission de reconnaissance au lac Izabal. Ayant reçu le rapport de l'expédition, il demanda une permission royale qui lui fut accordée et Criado de Castilla ordonna la construction d'un nouveau port, appelé Santo Tomás de Castilla dans la baie Amatique à proximité du lac. Les Espagnols construisirent ensuite une route entre le port et la nouvelle capitale de la colonie, actuelle Antigua Guatemala, en remontant la vallée du Motagua. Les guides indigènes traçant la route depuis les hautes-terres ne descendirent pas plus bas que Quiriguá du fait de la présence des Toqueguas hostiles.
Les chefs de Xocolo et d'Amatique, soutenus par la menace d'une intervention espagnole, persuadèrent 190 Toqueguas de s'installer sur la côte amatique en avril 1604. La nouvelle implantation vit une chute rapide de sa population et il semble que les Toqueguas Amatiques aient disparu dans les années 1620. En 1628, les villes des Ch'ols Manches furent placés sous l'administration du gouverneur de Verapaz avec Francisco Morán en tant que chef ecclésiastique. Morán privilégiait une approche plus ferme de la conversion des Manches et il envoya des soldats espagnols dans la région pour la défendre contre les raids des Itzas au nord. La présence de cette garnison dans une région auparavant sans présence espagnole entraîna un soulèvement des Manches qui fut suivi par l'abandon des villages indigènes. Vers 1699, les Toqueguas voisins semblent avoir disparu en tant que peuple du fait d'une forte mortalité et de mariages mixtes avec les indiens Amatiques. Au même moment les Espagnols décidèrent de réduire les Mayas Mopans indépendants (ou « sauvages » du point de vue espagnol) qui vivaient au nord du lac Izabal. La rive nord du lac, bien que fertile, était alors largement dépeuplée et les Espagnols décidèrent d'y implanter les Mopans pour mieux les contrôler.
Durant la conquête des Itzas de Petén, les Espagnols envoyèrent des expéditions pour harceler et déplacer les Mopans au nord du lac Izabal et les Mayas Ch'ols à l'est. Ils furent réimplantés dans la réduction coloniale de San Antonio de las Bodegas sur la rive sud du lac et à San Pedro de Amatique. Dans la seconde moitié du XVIIIe siècle, les populations indigènes de ces villes avaient disparu et les habitants étaient tous des Espagnols et des mulâtres associés avec le fort Castillo de San Felipe défendant l'embouchure du lac. La principale cause de cette dépopulation du lac Izabal et du delta du Motagu était les fréquents raids esclavagistes menés par les Miskitos Sambus de la côte des Mosquitos. Les Mayas capturés étaient réduits en esclavage et vendus à la colonie britannique de Jamaïque.

### Conquête du Petén

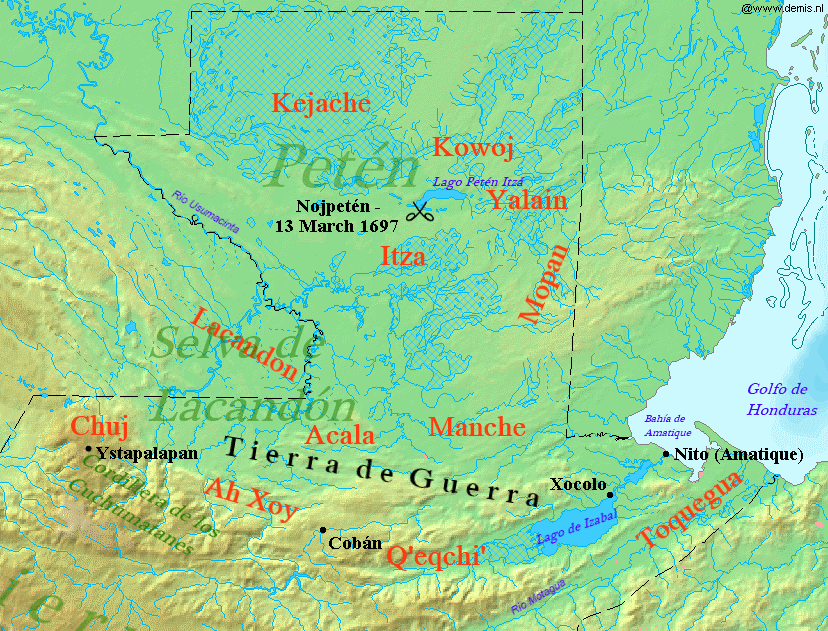
Carte des basses-terres du nord du Guatemala au moment du contact avec les Espagnols.

À partir de 1527, les Espagnols devinrent de plus en plus actifs dans la péninsule du Yucatán et y établirent de nombreuses colonies et villes comme Campeche et Valladolid dans l'actuel Mexique. Les guerres, les maladies et la réduction en esclavage de près de 50 000 Mayas ont poussé ces derniers à fuir vers le sud pour rejoindre les Itzas autour du lac Petén Itzá à l'intérieur des frontières actuelles du Guatemala. Les Espagnols savaient que le territoire Itza était devenu le centre de la résistance anti-espagnole et ils se lancèrent dans une politique d'encerclement du royaume qui dura près de 200 ans. Les Itzas résistèrent à cette tactique en s'alliant avec leurs voisins pour ralentir l'avancée espagnole.
Les missionnaires dominicains étaient très actifs à Verapaz et dans le sud du Petén à partir de la fin du XVIe siècle et leur tentative de conversion non-violente eut un succès limité. Au XVIIe siècle, les franciscains arrivèrent à la conclusion que la pacification et l'évangélisation des Mayas ne serait pas possible tant que les Itzas contrôlait le lac Petén Itzá. Le flot constant de réfugiés fuyant les territoires contrôlés par les Espagnols vidait les encomiendas de leur population. Le moine Bartolomé de Fuensalida visita Nojpetén en 1618 et 1619. Les missionnaires franciscains tentèrent d'utiliser leur propre interprétation des prophéties du k'atun lorsqu'ils visitèrent Nojpetén pour convaincre le roi et les prêtres mayas que le temps de la conversion était venu. Le clergé itza interprétait les prophéties différemment et les missionnaires furent chanceux de quitter la ville en vie. En 1695, les autorités coloniales décidèrent de relier les provinces du Guatemala et du Yucatán et des soldats du Guatemala s'emparèrent de nombreuses communautés ch'ols dont la plus importante était Sakb'ajlan sur la rivière Lacantún dans l'est du Chiapas et qui fut renommée Nuestra Señora de Dolores ou Dolores del Lakandon. Le moine franciscain Andrés de Avendaño supervisa une seconde tentative pour renverser les Itzas en 1695 en convainquant le roi itza que le k'atun 8 Ajaw, un cycle de vingt ans du calendrier maya commençant en 1696 ou 1697 serait le bon moment pour les Itzas de se convertir au christianisme et d'accepter le roi d'Espagne comme souverain. Une fois de plus les Itzas refusèrent de se convertir et Avendaño fut expulsé en 1696. La résistance persistante des Itzas était devenue une source d'embarras pour les autorités coloniales espagnoles et des soldats furent détachés de Campeche pour en finir une bonne fois pour toutes.

#### Chute de Nojpetén
Martín de Ursúa arriva sur la rive occidentale du lac Petén Itzá avec ses soldats en février 1697 et il fit construire une galeota, un navire à rames puissamment armé. La capitale itza tomba le 13 mars 1697 à la suite d'un sanglant assaut amphibie,. Le bombardement espagnol avait fait de nombreuses victimes et de nombreux Itzas qui tentèrent de s'enfuir à la nage par le lac furent tués. Après la bataille, les derniers défenseurs s'enfuirent dans la forêt et les Espagnols occupèrent une ville abandonnée. Les rois itza et kowoj furent rapidement capturés ainsi que de nombreux nobles et leurs familles. Une fois Nojpetén conquise, Ursúa retourna à Campeche ; il laissa une petite garnison sur l'île isolée au milieu des Itzas et des Kowojs qui contrôlaient encore la région. Nojpetén fut renommée Nuestra Señora de los Remedios y San Pablo, Laguna del Itza. La garnison fut renforcée en 1699 par une expédition militaire venant du Guatemala accompagnée par des civils ladinos métis qui fondèrent leur propre ville autour du camp militaire. Les colons apportèrent des maladies qui tuèrent de nombreux soldats et colons et ravagèrent les populations amérindiennes. Les soldats restèrent trois mois sur place avant de retourner à Santiago de los Caballeros de Guatemala en emmenant le roi itza avec ses fils et deux de ses cousins. Les cousins moururent lors du long voyage jusqu'à la capitale coloniale et le roi et ses fils restèrent en prison jusqu'à leur mort.

### Fin de la conquête
À la fin du XVIIe siècle, la petite population de Mayas Ch'ols vivant dans le sud du Petén et au Belize fut déplacée de force dans la Verapaz où ils furent absorbés au sein de la population q'eqchi'. Les Ch'ols de la jungle du Lacandon furent réimplantés à Huehuetenango au début du XVIIIe siècle. Les prêtres catholiques du Yucatán fondèrent plusieurs missions autour du lac Petén Itzá en 1702–1703. Les Itzas et les Kowojs survivants furent déplacés de manière plus ou moins forcée dans ces nouvelles villes coloniales. Ils se soulevèrent en 1704 mais malgré une bonne préparation, la révolte fut rapidement écrasée. Ses chefs furent exécutés et la plupart des missions furent désertées. En 1708, il ne restait que 6 000 Mayas dans le centre du Petén, dix fois moins qu'en 1697. Si les maladies furent responsables d'une grande partie des décès, les expéditions espagnoles et les guerres fratricides entre les groupes indigènes ont également joué un rôle.

## Héritage de la conquête espagnole
Le choc initial de la conquête espagnole fut suivi par des décennies d'exploitation des peuples amérindiens. Au cours des deux siècles qui suivirent, le pouvoir colonial imposa progressivement la culture espagnole sur les populations soumises. Les reducciones espagnoles créèrent de nouvelles implantations suivant un motif quadrillé avec une place centrale, une église et un hôtel de ville pour loger l'administration civile appelée ayuntamiento. Ce modèle de ville est toujours visible dans les villages et les villes de la région. Le gouvernement civil était soit dirigé directement par les Espagnols ou leurs descendants (les ladinos) ou étroitement contrôlé par eux. L'introduction du catholicisme fut le principal vecteur du changement culturel et entraîna un syncrétisme religieux. Des éléments culturels de l'Ancien Monde furent complètement adoptés par les Mayas comme le marimba, un instrument de musique d'origine africaine. L'économie précolombienne fut également bouleversée par le contact avec les Européens ; l'introduction d'outils en métal remplaça les outils néolithiques et le bétail, les cochons et les poulets remplacèrent largement la consommation de gibier. De nouvelles plantes furent introduites et dans le cas de la canne à sucre et du caféier, elles entraînèrent la création de plantations dépendantes du travail forcé des indigènes. On estime qu'environ 60 % de l'actuelle population du Guatemala est maya et celle-ci se concentre dans les hautes-terres du centre et de l'ouest. La portion orientale du pays a fait l'objet d'une hispanisation et d'une intense immigration espagnole. La société guatémaltèque est divisée suivant un système de classe largement basé sur la race avec les paysans et les artisans mayas en bas, les ladinos métis au milieu et l'élite créole d'ascendance espagnole au sommet.